# Трамвай серії 71-608
КТМ-8 (71-608 відповідно до Єдиної нумерації вагонів) — серія високопідлогових чотиривісних трамвайних вагонів виробництва Усть-Катавського вагонобудівного заводу. Призначений для перевезення пасажирів, як в одиночному режимі, так і в складі поїзда з двох або трьох вагонів, керованих з головного вагона.
Трамвай КТМ-8 використовується в багатьох містах України, Росії, Білорусі, Казахстану і Латвії.

## Історія створення
Вагони були розроблені для заміни «КТМ-5» (71-605), який випускали з 1969 року, розробка проєкту почалася в 1983 році, за технічним завданням вагон мав мати новий кузов з чотирма дверима збільшених габаритів, принципово нове електрообладнання та інші нововведення.
У 1988 році перші два вагони цієї серії, оснащені тиристорно-імпульсною системою управління і тяговими двигунами потужністю по 80 КВт, надійшли на випробування до міста Калінін (нині Твер), їм було дано серію 71-608.
Однак у серійне виробництво пішли вагони, оснащені реостатно-контакторною системою управління, вони мали модифікацію 71-608К. Але з огляду на значні недоробки конструкції їхнє виробництво було повністю зупинено влітку 1995 року, на користь моделі 71-608КМ. На вагонах цієї модифікації було застосовано рейковий привід дверей, зменшено ширину кузова до 2,5 м, змінено форму передньої частини кабіни.

## Конструкція
Вагон складається з таких складових частин: кузова вагона, рами, каркаса, даху, дверей, внутрішнього оздоблення, підлог, візків, пантографа і комплекту тягового електрообладнання.

### Кузов
Вагон має металевий зварний кузов. Рама кузова суцільнозварної конструкції, зібрана зі сталевих профілів.
У раму вварені дві поперечні шкворневі балки коробчатого перерізу зі встановленими на них п'ятниковими опорами. За допомогою цих опор кузов спирається на візки. Під час проходження кривих ділянок шляху візки можуть повертатися до 15° щодо поздовжньої осі кузова.
До рами приварені підніжки з нержавіючої сталі, а на консольних частинах рами — кронштейни для встановлення зчіпних приладів. Конструкція рами дає змогу піднімати кузов з усім обладнанням чотирма домкратами. Зчіпні пристрої на трамваях мають циліндричну форму і закріплюються спереду і ззаду трамвая на рівні рами. Залежно від умов експлуатації можуть бути присутніми по обидва боки (спереду і ззаду), тільки з одного з них або бути відсутніми зовсім, в останньому випадку їх часто перевозять усередині вагона.
Каркас кузова вагона зібраний зі сталевих і гнутих профілів різного поперечного перерізу, з'єднаних між собою зварюванням. Зовнішня обшивка кузова виконана з попередньо натягнутого сталевого листа, привареного до каркаса, внутрішній бік листів покритий протишумовим матеріалом. Обшивка даху виконана зі склопластику.
Лобова частина трамвая за шириною дещо вужча за основну частину кузова. У трамваїв 71-608К вона має вертикальну плоску форму, а у 71-608КМ складається з двох площин — вертикальної верхньої і похилої нижньої з вигином під лобовим склом, нижня площина під час зниження загнута назад. На рівні нижче лобового скла трамвай має дві круглі фари, які у 71-608К виступають назовні, а у 71-608 КМ втоплені в корпус. Хвостова частина трамвая пряма і також звужена порівняно з основним кузовом, має заднє салонне скло, з кожного боку розташовано по 4 вертикально розташованих світлосигнальних лампи (білі заднього ходу, помаранчеві поворотні, червоні гальмівні і хвостові габаритні).
Бічні стінки трамвая гладкі та вертикальні, у передній і задній частині трамвая мають вигини зі звуженнями. Вагон із правого боку має 4 дверні прорізи для входу і виходу пасажирів із розсувними автоматичними дверима: по одному вузькому з одностулковими дверима в передній і задній частині трамвая і по два широких із двостулковими дверима в середині трамвая. Дверні стулки розташовуються як у відкритому, так і закритому стані. З лівого боку трамвая двері відсутні. Кожному широкому дверному отвору праворуч відповідає розташоване навпроти нього широке вікно, а вузькому дверному отвору — вужче. Зліва бічна стінка в зоні широкої частини кузова має 9 вікон (з них 7 широких, а переднє і заднє — вузьке), праворуч — по два широких вікна між одностулковими і двостулковими дверима і одне широке між двостулковими. Усі широкі вікна забезпечені кватирками. У зоні звужень бічних стінок спереду і ззаду трамвая також є по одному вікну, в передній частині простір між ними займає кабіна управління.

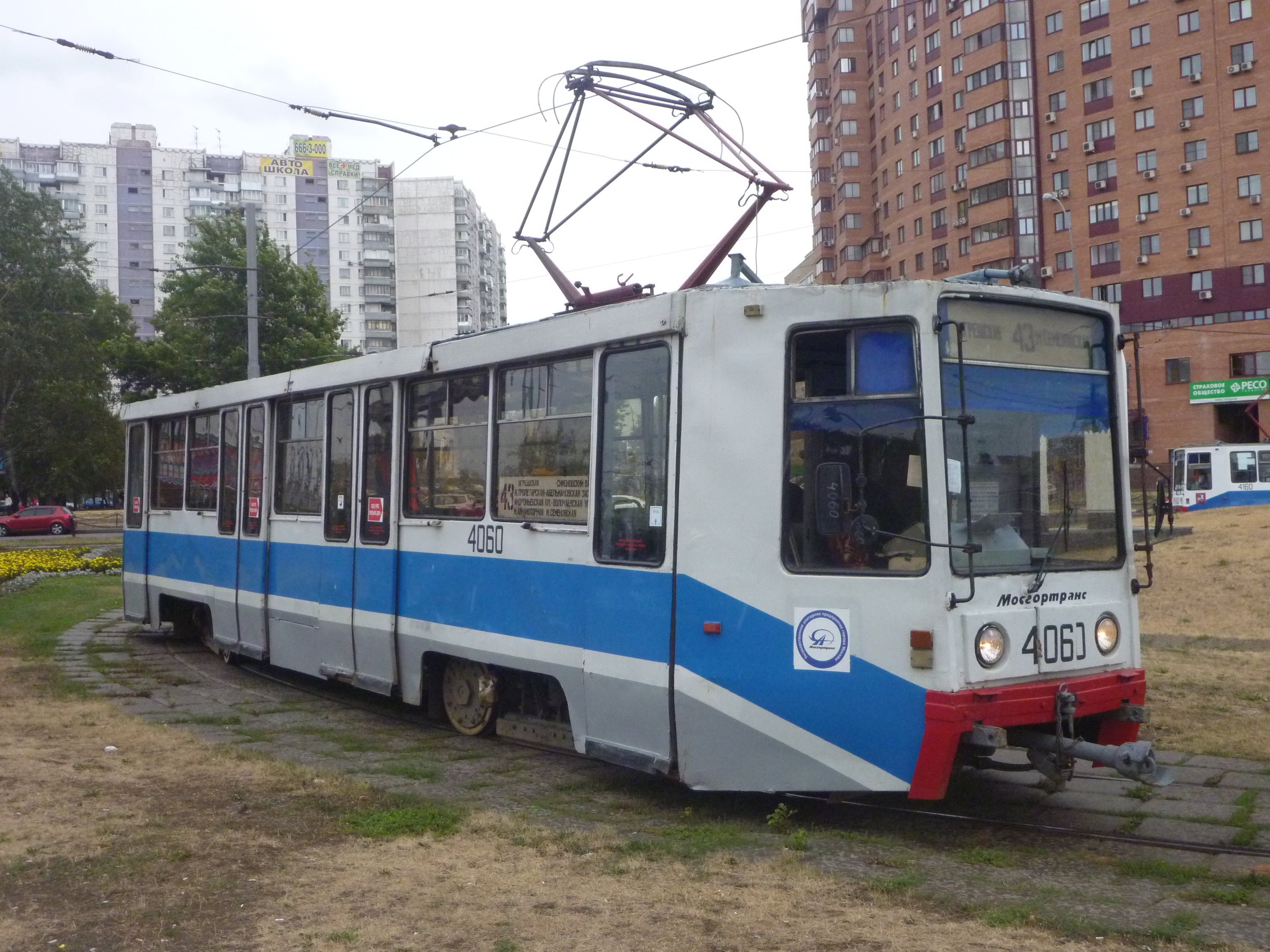
Лобова частина і правий бік з дверима трамвая КТМ-8
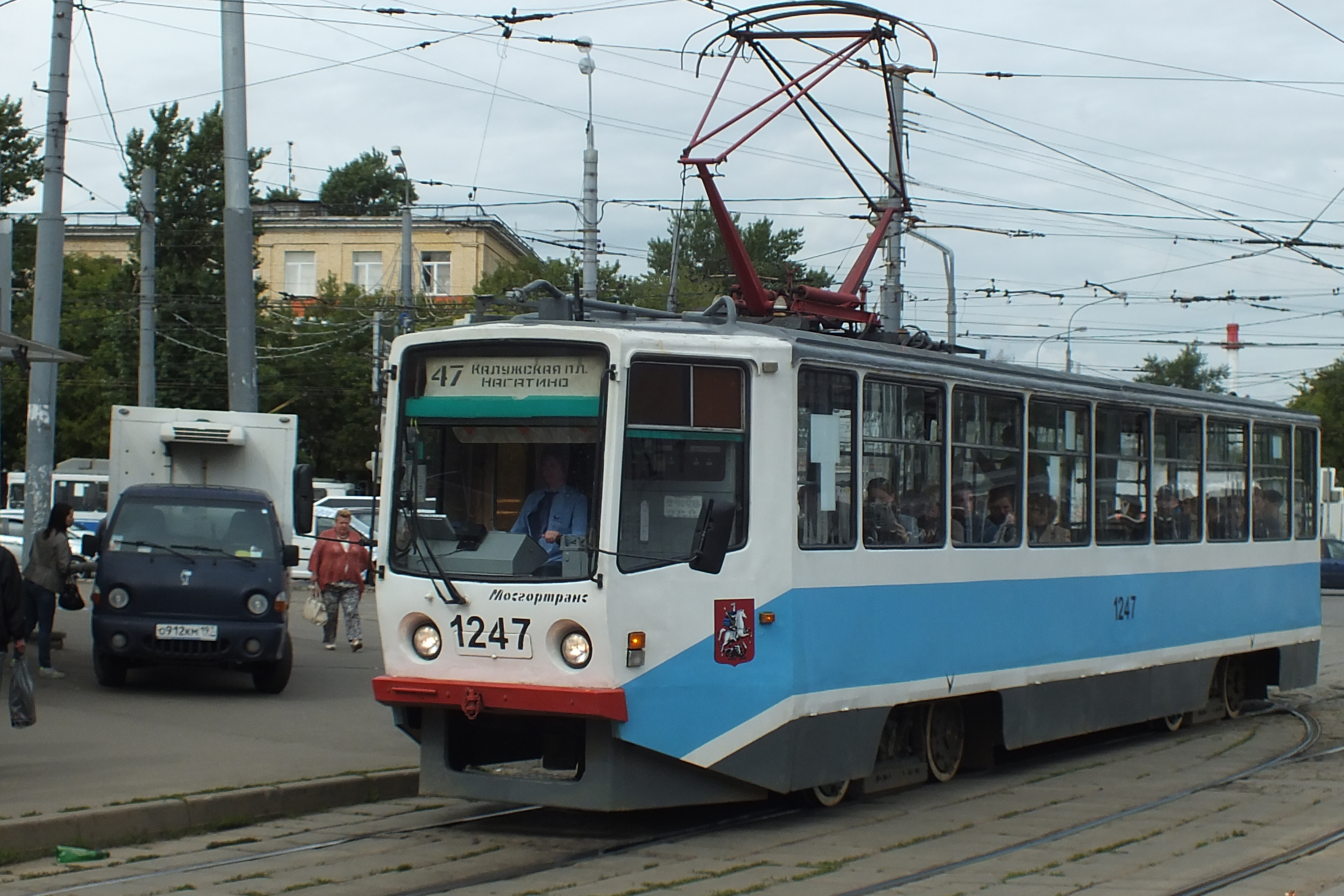
Лобова частина і лівий бік трамвая КТМ-8М
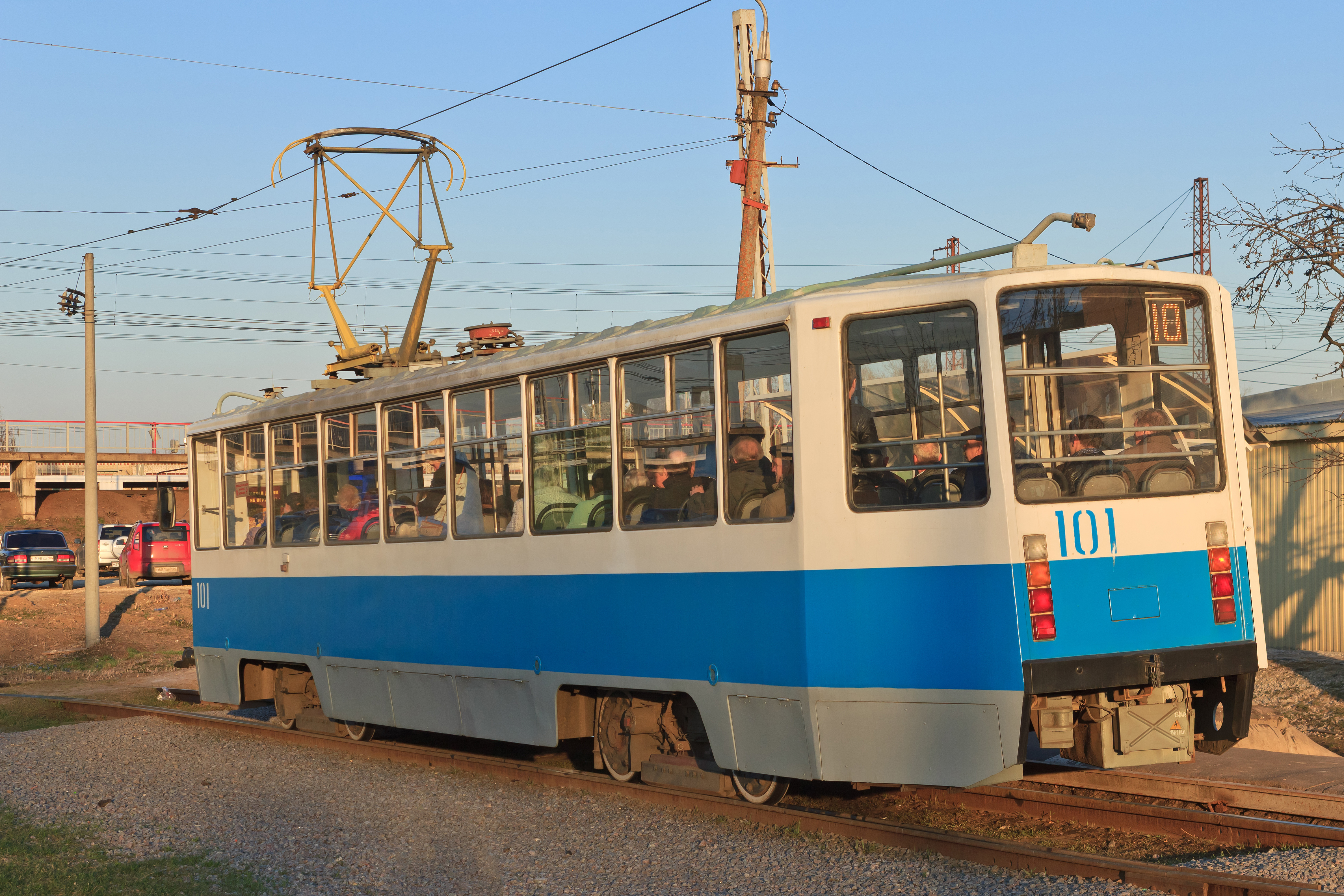
Хвостова частина і лівий бік трамвая КТМ-8М

### Інтер'єр

#### Кабіна керування
Кабіна водія відокремлена від пасажирського салону перегородкою. Зсувні двері кабіни водія мають вікно для огляду салону і обладнані замком для замикання кабіни.
У кабіні розташовані апарати керування, сигналізації та контролю, сидіння водія, сидіння інструктора, вогнегасники. Пульт керування і сидіння навпроти нього зміщені вправо. Рукоятка контролера розташована зліва від сидіння водія на спеціальній стійці.
Опалення кабіни водія здійснюється калорифером, а також за рахунок склообігріву, в літній час калорифер може використовуватися для вентиляції.

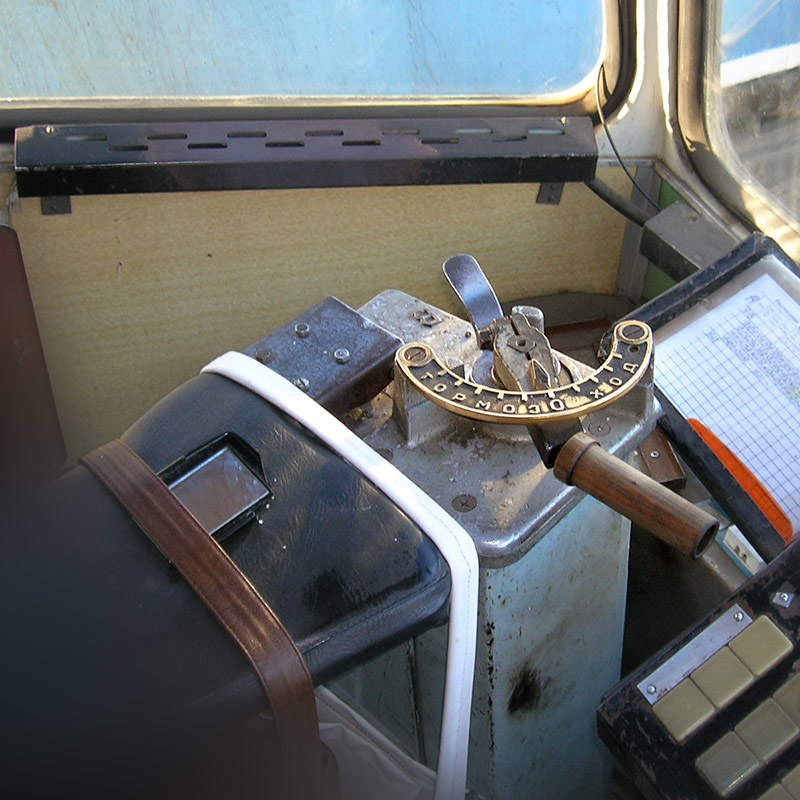
Контролер вагона 71-608КМ
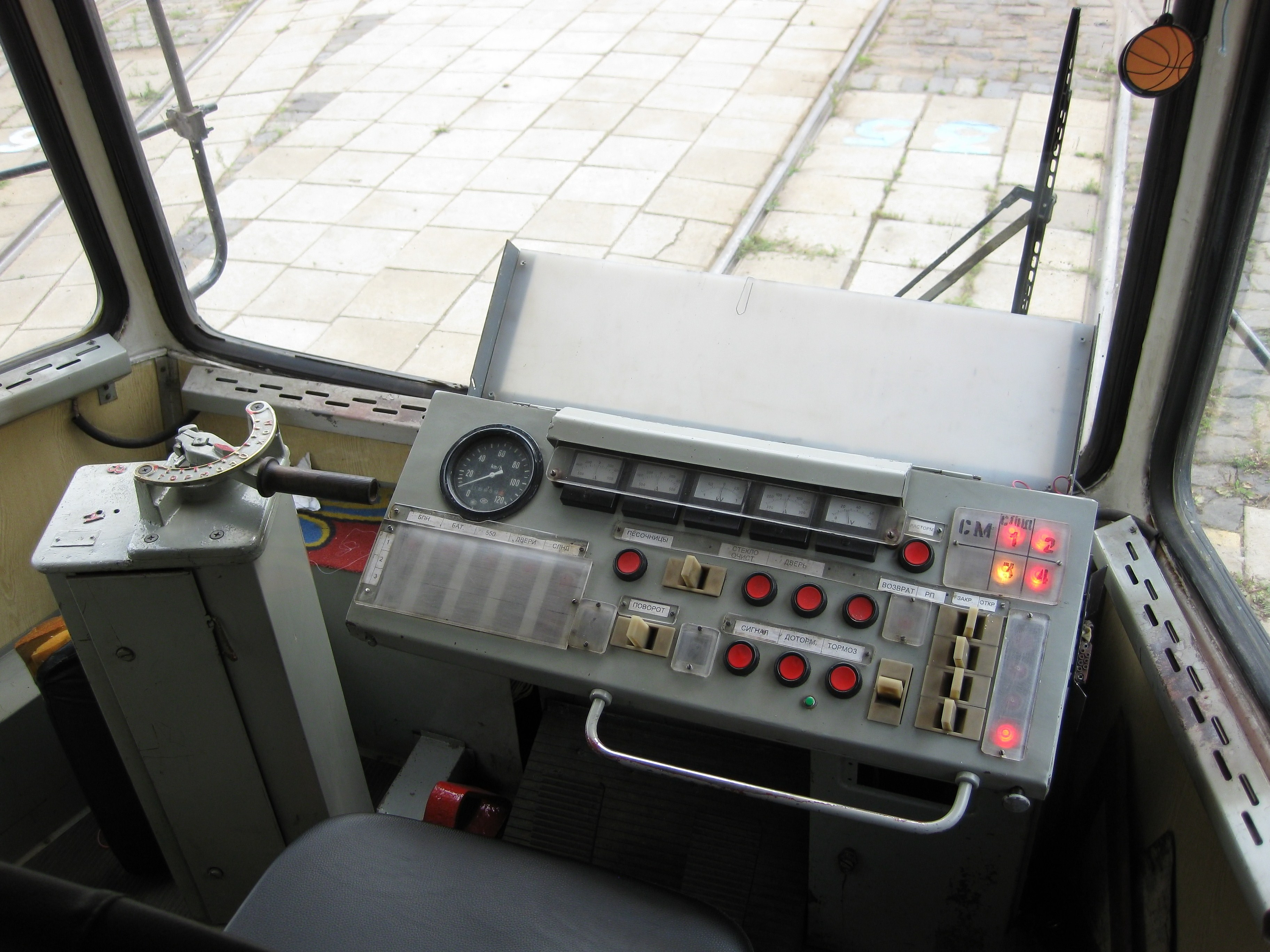
Пульт керування вагона 71-608КМ

#### Пасажирський салон
Салон має хорошу природну освітленість завдяки великим вікнам. У нічний час салон освітлюється двома рядами люмінесцентних ламп. Вентиляція салону природна, за допомогою кватирок.
Внутрішня обшивка стін і стелі виконана із пластику, стики якого перекриті алюмінієвими штапиками. Стіни і стеля мають теплову ізоляцію, встановлену між внутрішньою і зовнішньою обшивками. Підлога вагона зібрана з фанерних плит і покрита неслизьким зносостійким матеріалом. Для доступу до підвагонного обладнання в підлозі передбачені люки, закриті кришками.
У вагоні використовуються сидіння з м'якою оббивкою, встановлені по ходу руху вагона. З лівого боку встановлено один ряд сидінь, з правого — два ряди. Сидіння кріпляться на металевих кронштейнах, прикріплених до підлоги і борту кузова. Знизу сидінь знаходяться електричні печі для обігріву салону. Загальна кількість сидінь у салоні — 32 штуки. Вагон має чотири двері зсувного типу комбінації 1-2-2-1 з індивідуальним приводом, ширина передніх і задніх дверей — 890 мм, середніх — 1390 мм.
- Передня частина салону КТМ-8.
- Салон КТМ-8М. Вид у напрямку кабіни

### Візки

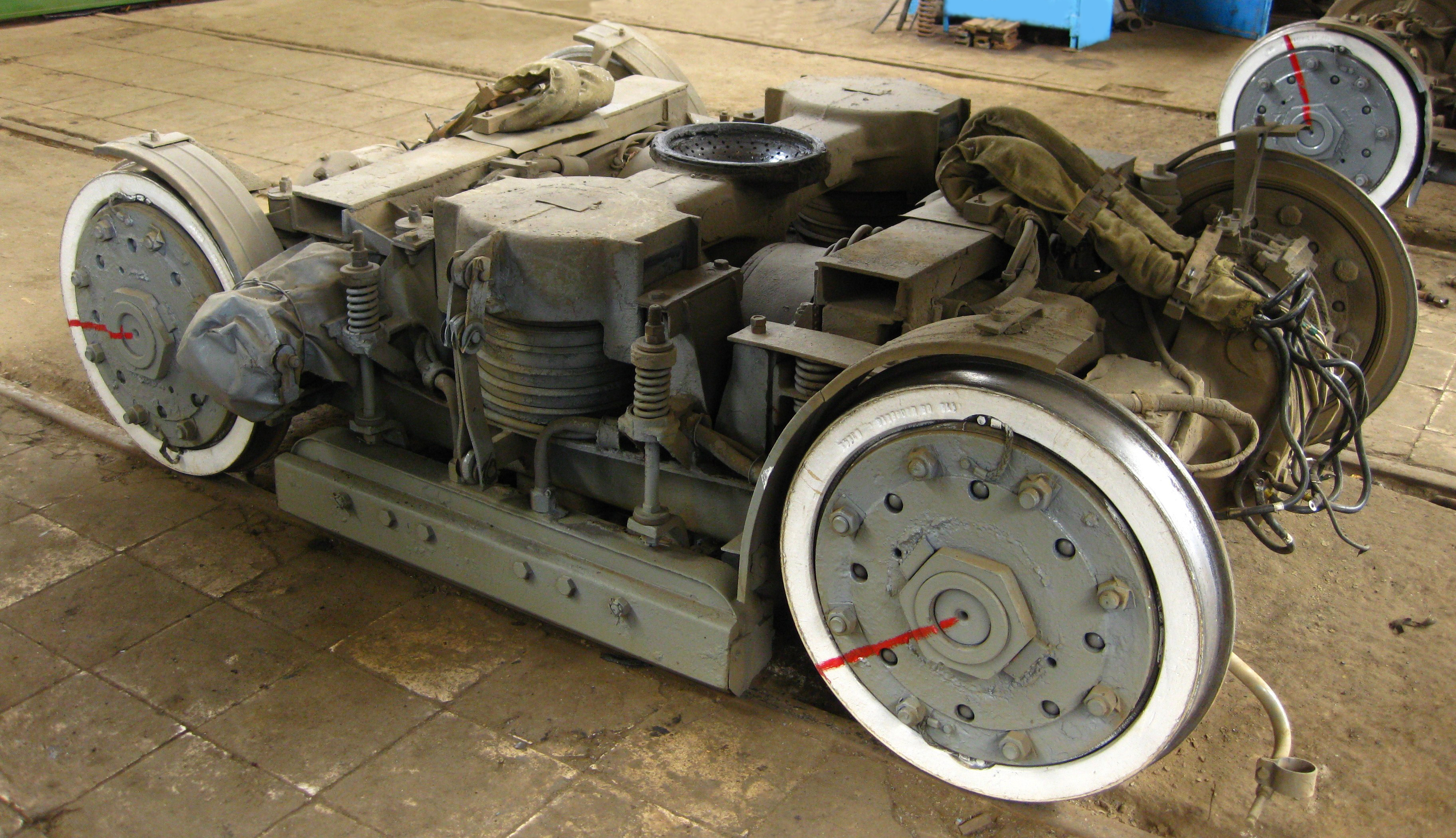
Візки вагона 71-608К

На вагонах використовуються два візки серії 608К.09.00.000 безрамної конструкції з одноступеневим підресором. Основа візка утворена двома поздовжніми балками та двома корпусами редукторів колісних пар. Корпус редуктора складається із двох кожухів із вертикальним роз'ємом, які через підшипники спираються на вісь колісної пари. Лапи поздовжніх балок через гумові прокладки спираються на шийки кожуха редуктора.

#### Колісна пара
Колісна пара складається з наступних основних елементів: осі в зборі, підгумованих коліс, тягового редуктора, гальмівного барабана, заземлюючого пристрою. Осьовий редуктор візка вагона — конічний, одноступінчастий, із зачепленням Новікова. Передавальне число редуктора 7,143. Колесо в зборі складається з маточини, бандажу центром, двох гумових амортизаторів, натискного диска, гайки та болтів. Гумові амортизатори служать для амортизації ударів, що виникають під час кочення по нерівностях рейок.

#### Центральне подрессоривание
Центральне підресори призначене для забезпечення нормованої плавності ходу вагона в різних режимах роботи. Кінці шкворневих балок спираються на комплекти пружин та кілець амортизаторів, встановлених на поздовжніх балках. Комплект підресорювання складається з шести кілець та двох пружин. Навантаження від кузова через шкворневу балку передається на поздовжні балки і далі через підшипники букси на вісь колісної пари. Шкворнева балка затиснута між двома гумовими буферами, які є пластичними елементами передачі тягового і гальмівного зусилля вздовж руху вагона і обмежують бічні переміщення. До 16 червня 1993 року між шкворневою та поздовжньою балкою додатково встановлювалися гідравлічні амортизатори. Чомусь замовчують  той факт, що КТМ-8К і після 16 червня 1993 року залишався (і залишається, у тих трамвайних депо, де триває його експлуатація) найм'якшим, з погляду подресуривання, чого не можна сказати про КТМ-8КМ, наприклад 2000 року випуску надзвичайно жорстка підвіска, від стикових з'єднань водій відчуває найменшу їхню деформацію.

### Електроустаткування

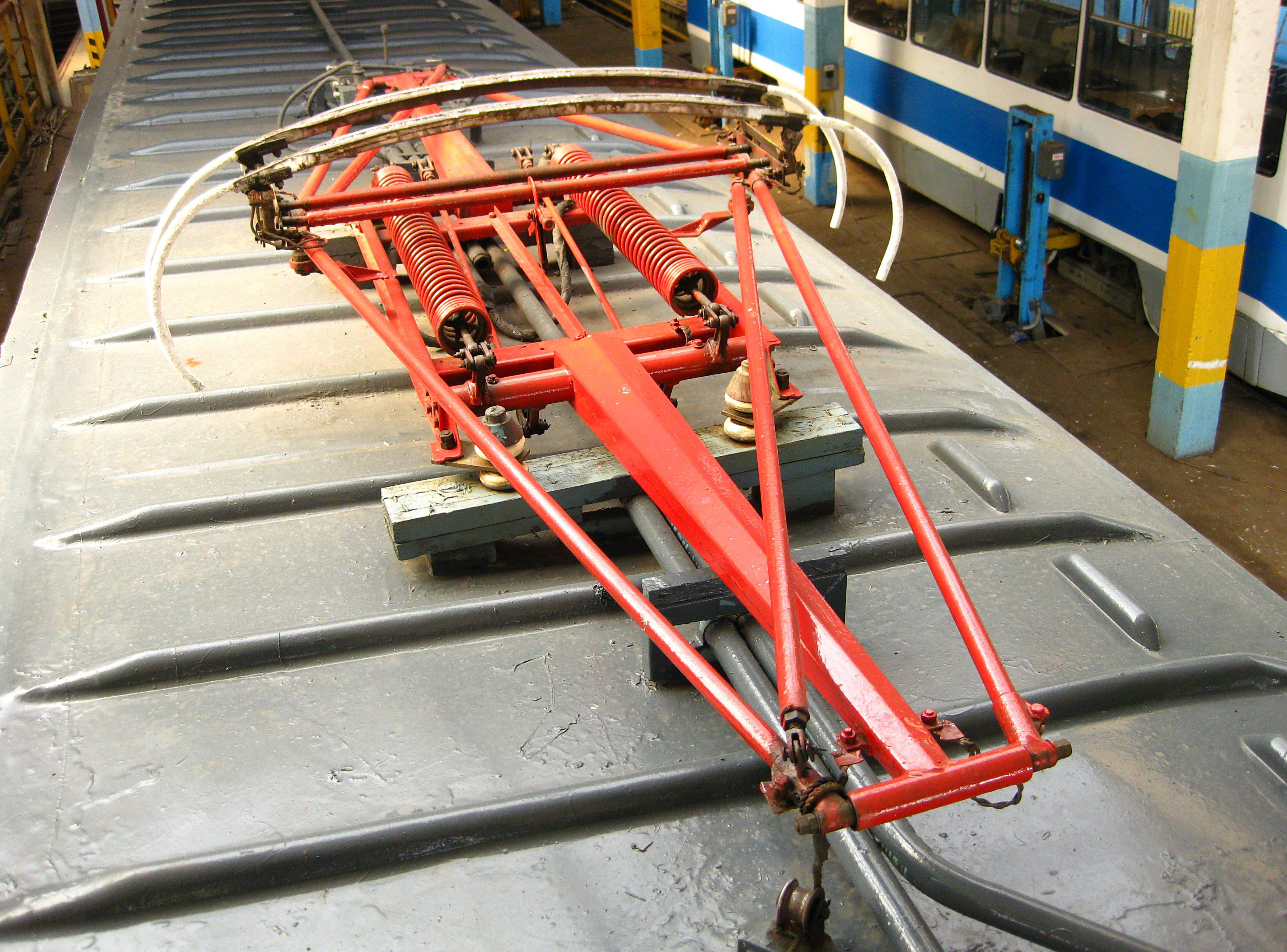
Пантограф вагона 71-608КМ

#### Дахове електроустаткування
Струмоприймач вагона, розміщений на даху в передній частині вагона, є пантограф і призначений для постійного електричного з'єднання між контактним проводом і трамвайним вагоном, як при русі, так і при стоянці. Струмоприймач забезпечує надійний струмознімання при швидкості руху до 100 км/год. Максимальна робоча висота струмоприймача складає 2275 мм. 

У деяких містах стандартні пантографні струмоприймачі замінювали іншими видами, наприклад в Новосибірську застосовували струмоприймач бугельного типу, а в Даугавпілсі використовують штанги.
Для можливості експлуатації вагонів за системою багатьох одиниць з одним струмоприймачем через дах проходить електричний кабель, що закінчується контактами для з'єднання з іншим вагоном.

#### Тягове та допоміжне електрообладнання

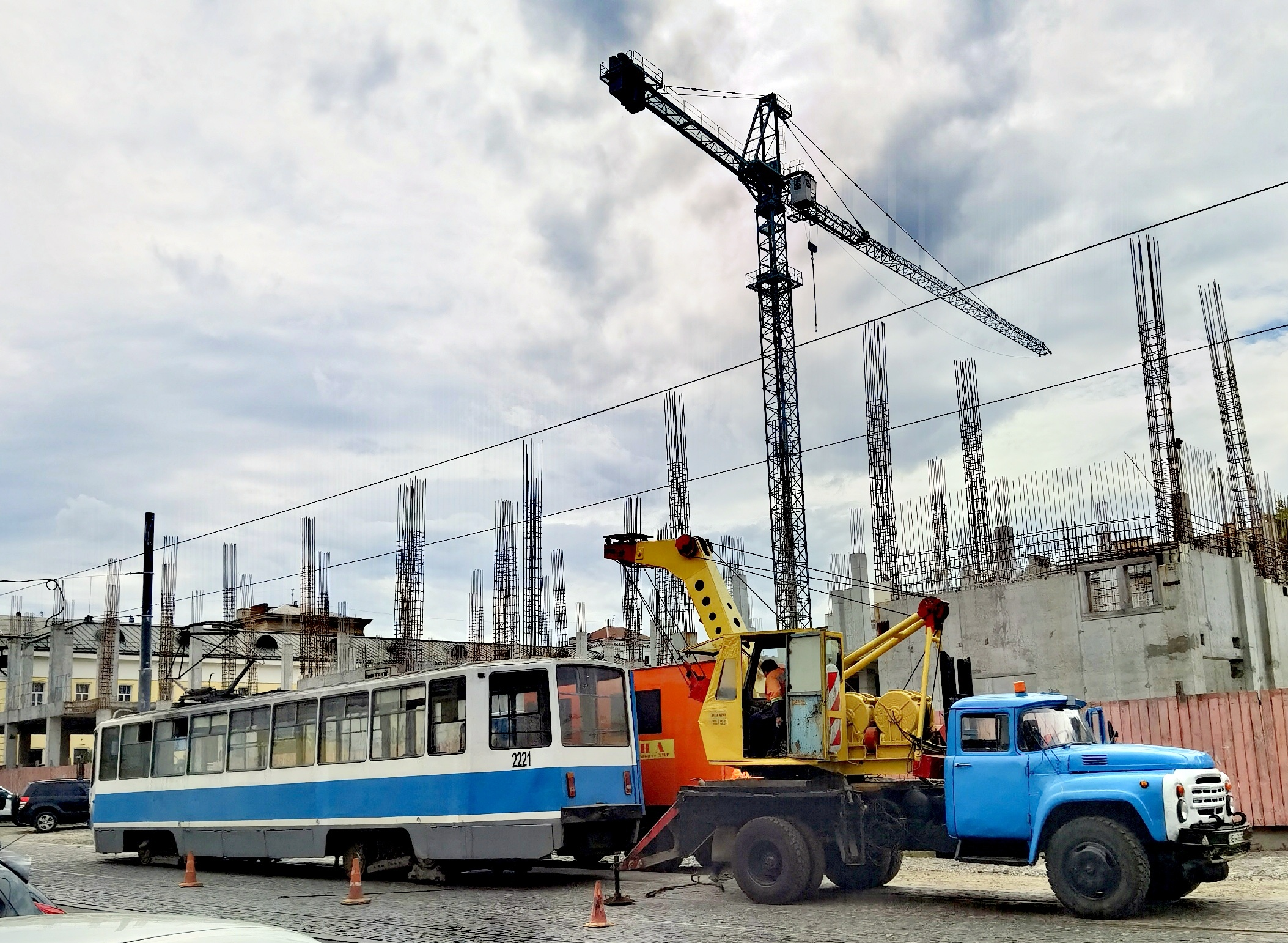
71-608 під час ремонтних робіт в Дніпрі.

Живлення вагона здійснюється через контактну мережу постійною напругою 550 вольт і за допомогою двох акумуляторів, напругою 24 вольта.
Електрична частина вагона містить у собі такі основні частини:
- тягові електродвигуни послідовно-паралельного збудження
- Електромагніти рейкового та барабанного гальма
- панелі з контакторами та запобіжниками
- пускогальмівні опори
- аккумулятори
- груповий реостатній контролер

А також системи освітлення, сигналізації та опалення.
При торканні вагона з місця пускогальмові опори включені послідовно з обмотками електродвигунів і в міру розгону ступінчасто починаються виводитися за допомогою реостатного контролера. Управління ходовими та гальмівними режимами здійснюється з кабіни водія за допомогою контролера. На вагонах 71-608КМ є допоміжний пульт управління, розташований на задньому майданчику салону. 

Для роботи вагона за системою багатьох одиниць у передній та задній частині вагона передбачені штепсельні роз'єми для високовольтного та низьковольтного зв'язку. У разі розриву вагонів у схемі передбачено систему захисту, що ініціює екстрене гальмування вагонів. Усього у складі може бути використано до трьох вагонів включно.

### Гальмівна система
Вагон обладнаний трьома видами гальм:
- Електродинамічні (тягові електродвигуни в генераторному режимі)
- барабанно-колодковим з пружинно-електромагнітним приводом (соленоїдом)
- рейковим електромагнітним

Для службового гальмування служить електродинамічний, що знижує швидкість вагона до 5…7 км/год. Догальмовування до повної зупинки проводиться барабанним гальмом. Екстрене гальмування здійснюється за допомогою рейкових електромагнітних та барабанно-колодкових гальм з одночасною подачею піску на рейки.

## Модифікації
- 71-608 (КТМ-8Т) — прототип трамвайного вагона, 1988 року було побудовано 2 вагони, обладнані тиристорно-імпульсною системою керування, що проходили випробування у Твері до 1993 року, після чого були передані до Москви; списано у 2007 році.
- 71-608К (КТМ-8) — серійний вагон, обладнаний реостатно-контакторною системою керування; вироблялися з 1989 до 1994 року, загалом було випущено 892 вагони.
- 71-608ЕП — вагон, модернізований в Омську 2013 року, обладнаний тиристорно-імпульсною системою керування. Всього існує 1 вагон.
- 71-608КМ (КТМ-8М) — друга серійна модифікація зі зменшеними габаритами, як порівняти з 71-608К, створений на замовлення Москви для можливості проїзду в будівлях депо старої конструкції; встановлено маску кабіни від 71-611, обладнано рейковим приводом дверного механізму; встановлено модернізоване пожежобезпечне електрообладнання; виготовлялись із 1994 до 2007 року, загалом було випущено 599 вагонів.
- 71-609 — проєкт вагона 71-608 з мономоторними візками[2].
- 71-610 — проєкт вагона 71-608 з удосконаленими візками та модернізованою реостатно-контакторною системою керування[2].
- 71-611 (71-611К) — вагон на базі 71-608К для систем швидкісного трамвая з двостороннім розташуванням дверей; виготовлялися з 1992 до 1995 року для Волгограда і Кривого Рогу. На 2019 рік ці вагони експлуатуються у Волзькому і Кривому Розі.
- 71-611П — активний причіп на базі вагона 71-611; побудовано 3 вагони для Кривого Рогу.
- 71-614 — проєкт активного причепа на базі вагона 71-608[2].
- 71-615 — вагон 71-608КМ на візках колії 1000 мм для П'ятигорська; побудовано 12 вагонів у 1995—1997 роках.
- 71-617 — вагон 71-608К(М), обладнаний розширеною кабіною і продубльованими механізмами управління для стажиста та інструктора, побудований на замовлення Москви; загалом випущено 12 вагонів (2 у кузові 71-608К, 10 — 71-608КМ) з 1994 по 1999 рік.

## Експлуатація
Вагони серії 71-608 (612 одиниць) станом на травень 2020 року можна зустріти в багатьох містах Росії, а також країн ближнього зарубіжжя:
Міста, що експлуатують 71-608К з пасажирами.

Міста, що експлуатують 71-608К з пасажирами

| Місто            | Експлуатуюча організація                             | Кількість |
| ---------------- | ---------------------------------------------------- | --------- |
| Краснодар        | МУП «Краснодарське трамвайно-тролейбусне управління» | 11        |
| Уфа              | МУП УЕТ                                              | 58        |
| Челябінськ       | ТОВ «ЧелябГЕТ»                                       | 26        |
| Іркутськ         | МУП «Іркутськміськелектротранс»                      | 1         |
| Нижній Новгород  | МП «Нижньогороделектротранс»                         | 8         |
| Новочеркаськ     | МУП «Міськелектротранс»                              | 1         |
| Новокузнецьк     | МТТП НГО                                             | 21        |
| Новотроїцьк      | МУП «НовЕлект»                                       | 3         |
| Пермь            | МУП «Пермміськелектротранс»                          | 1         |
| Смоленськ        | СМУ ТТП                                              | 11        |
| Саратов          | МУП «Саратовміськелектротранс»                       | 17        |
| Томськ           | ТГУ МП «Трамвайно-тролейбусне управління»            | 3         |
| Кривий Ріг       |                                                      | 3         |
| Салават          | МУП «Трамвайне управління»                           | 2         |
| Усолье-Сибірське | МУП «Електроавтотранс»                               | 1         |
| Даугавпілс       | Даугавпілський трамвай                               | 1         |
| Павлодар         | АО «Трамвайне управління»                            | 3         |
| Бійськ           | МУП «Трамвайне управління»                           | 4         |
| Дніпро           | Дніпровський трамвай                                 | 5         |
| Владивосток      | ВАТ «Електричний транспорт»                          | 7         |
| Миколаїв         | МКП «Миколаївелектротранс»                           | 5         |
| Череповець       | МУП «Електротранс»                                   | 6         |
| Улан-Уде         |                                                      | 7         |
| Таганрог         | МУП «Трамвайно-тролейбусне управління»               | 19        |

- Міста, де 71-608К у службовій експлуатації: Іркутськ (2 вагони), Москва, Хабаровськ, Павлодар, Новокузнецьк, Тула, Челябінськ — по 1 вагону.
- Міста, де 71-608К відсторонені від експлуатації: Ангарськ, Астрахань, Барнаул, Владикавказ, Дзержинськ, Іваново, Кам'янське, Казань, Кемерово, Коломна, Красноярськ, Липецьк, Луганськ, Магнітогорськ, Маріуполь, Мінськ, Н. Тагіл, Н. Тагіл, Ногінськ, Омськ, Орськ, Осинники, Прокоп'євськ, Ростов-на-Дону, Рязань, Ташкент, Твер, Теміртау, Ульяновськ, Ярославль, Шахти

Міста, що експлуатують 71-608КМ з пасажирами

| Місто            | Експлуатуюча організація                               | Кількість    |
| ---------------- | ------------------------------------------------------ | ------------ |
| Ангарськ         | МУП АМО «Ангарський трамвай»                           | 1            |
| Бійськ           | МУП «Трамвайне управління»                             | 6            |
| Вовчанськ        | МУП «Волчанський автоелектротранспорт»                 | 1            |
| Златоуст         | МУП «Автогосподарство адміністрації ЗГО»               | 13           |
| Іркутськ         | МУП «Іркутськміськелектротранс»                        | 7 (1 згорів) |
| Коломна          | ГУП МО «Мособлелектротранс»                            | 13           |
| Магнітогорськ    | МП Трест «Маггортранс»                                 | 25           |
| Нижній Тагіл     | ТОВ «Керуюча компанія міським електротранспортом»      | 7            |
| Новокузнецьк     | МТТП НГО                                               | 32           |
| Новосибірськ     | Філія № 4 МКП ГЕТ «Лівобережний трамвайний»            | 9            |
| Нижнекамськ      | ГУП «Міськелектротранспорт»                            | 8            |
| Нижній Новгород  | МП «Нижньогороделектротранс»                           | 19           |
| Новотроїцьк      | МУП «НовЕлект»                                         | 8            |
| Омськ            | МП «Електричний транспорт» філія «Трамвайне депо»      | 11           |
| Орськ            | МУП «Орськміськтранс»                                  | 12           |
| Пермь            | МУП «Пермміськелектротранс»                            | 12           |
| Салават          | МУП «Трамвайне управління»                             | 16           |
| Смоленськ        | СМУ ТТП                                                | 15           |
| Саратов          | МУП «Саратовміськелектротранс»                         | 12           |
| Томськ           | ТГУ МП «Трамвайно-тролейбусне управління»              | 11           |
| Улан-Уде         |                                                        | 4            |
| Ульяновськ       | МУП «Ульяновськелектротранс»                           | 1            |
| Усолье-Сибірське | МУП «Електроавтотранс»                                 | 2            |
| Уфа              | МУП УЕТ                                                | 7            |
| Хабаровськ       | МУП «Міський-електро-транспорт»                        | 1            |
| Челябінськ       | ТОВ «ЧелябГЕТ»                                         | 9            |
| Череповець       | МУП «Електротранс»                                     | 4            |
| Вітебськ         | УКТП ВТТУ «Вітебське трамвайно-тролейбусне управління» | 6            |
| Павлодар         | АО «Трамвайне управління»                              | 10           |
| Кам'янське       | КП «Трамвай»                                           | 7            |
| Дніпро           | Дніпровський трамвай                                   | 22           |
| Кривий Ріг       |                                                        | 13           |

- Міста, де 71-608КМ у службовій експлуатації: Москва (9 вагонів), Перм і Казань — по 3 вагони, Новокузнецьк — 1 вагон.
- Міста, де 71-608КМ 'у музеї транспорту:' Москва і Ногінськ — по 1 вагону.
- Міста, де 71-608КМ відсторонені від експлуатації: Астрахань, Барнаул, Кемерово, Набережні Челни, Новочеркаськ, Твер , Ташкент, Прокоп'євськ

Міста, що експлуатують 71-615 з пасажирами

| Місто       | Експлуатуюча організація            | Кількість |
| ----------- | ----------------------------------- | --------- |
| П'ятигорськ | МУП «Міський електричний транспорт» | 11        |

Міста, що експлуатують 71-611 з пасажирами

| Місто      | Експлуатуюча організація | Кількість              |
| ---------- | ------------------------ | ---------------------- |
| Волзький   | ВМУП «Міськелектротранс» | 2                      |
| Кривий Ріг |                          | 71-611 — 8 71-611П — 3 |

Міста, що експлуатують 71-617 з пасажирами

| Місто        | Експлуатуюча організація                    | Кількість |
| ------------ | ------------------------------------------- | --------- |
| Іркутськ     | МУП «Іркутськміськелектротранс»             | 2         |
| Новосибірськ | Філія № 4 МКП ГЕТ «Лівобережний трамвайний» | 1         |
| Таганрог     | МУП «Трамвайно-тролейбусне управління»      | 1         |
| Томськ       | ТГУ МП «Трамвайно-тролейбусне управління»   | 1         |

- Міста, де 71-617 у службовій експлуатації: Москва — 2 вагони
- Міста, де 71-617 відсторонені від експлуатації: Саратов, Тверь

## Оцінка проекту
За час експлуатації вагонів 71-608 було виявлено велику кількість значних недоробок у конструкції. Наприклад, вагони мали ширший кузов, ніж у свого попередника КТМ-5, що створювало певні труднощі при проїзді негабаритних ділянок, обслуговуючий персонал парків скаржився на ненадійний ланцюговий привід дверей, пожежонебезпечна шафа з електрообладнанням за спиною водія, низьку міцність рамної складової конструкції, а вузькі вирізи в районі візків створювали незручності при обслуговування. 

Як і інші вагони з мостовими візками одинарного підвішування, 71-608 надає значний руйнівний вплив на рейкову колію через великі непідресорені маси в порівнянні з вагонами з візками подвійного підвішування. 

Схема силового устаткування з реостатно-контакторною системою управління була ідейному рівні 30—40-х років ХХ століття.
Однак поряд з недоліками вагон має незаперечні переваги порівняно з попередніми моделями:
- чотири двері роблять дуже зручним вхід/вихід пасажирів
- хороша оглядовість з кабіни водія
- більш приємний зовнішній вигляд (особливо у моделей 71-608КМ зразка 2004 року)
- міцніша рама порівняно з КТМ-5
- чотири сходинки (замість трьох у 71-605) роблять підйом у салон зручнішим

Загалом вагони серії 71-608 можна назвати недорогим і надійним трамвайним вагоном, невибагливим в експлуатації. З 2004 року вагони стали продаватися у вигляді кузовів першої комплектності — по суті, новий вагон без візків. Такі вагони отримали міста Набережні Челни і Коломна, Череповець та інші. Останній заводський 71-608КМ за заводським номером 00599 було поставлено в Салават.

## Цікаві факти
- Московський 71-608КМ з бортовим номером 5209 (списаний і утилізований у липні 2015 року) депо імені Русакова брав участь у зйомках фільму Гарячі новини.

## Галерея

### Україна

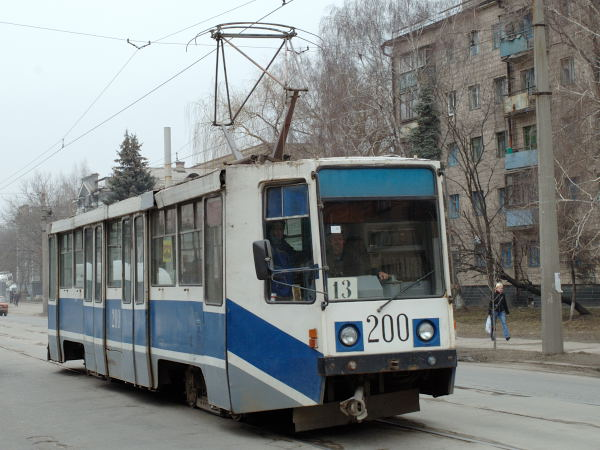
71-608 в Луганську
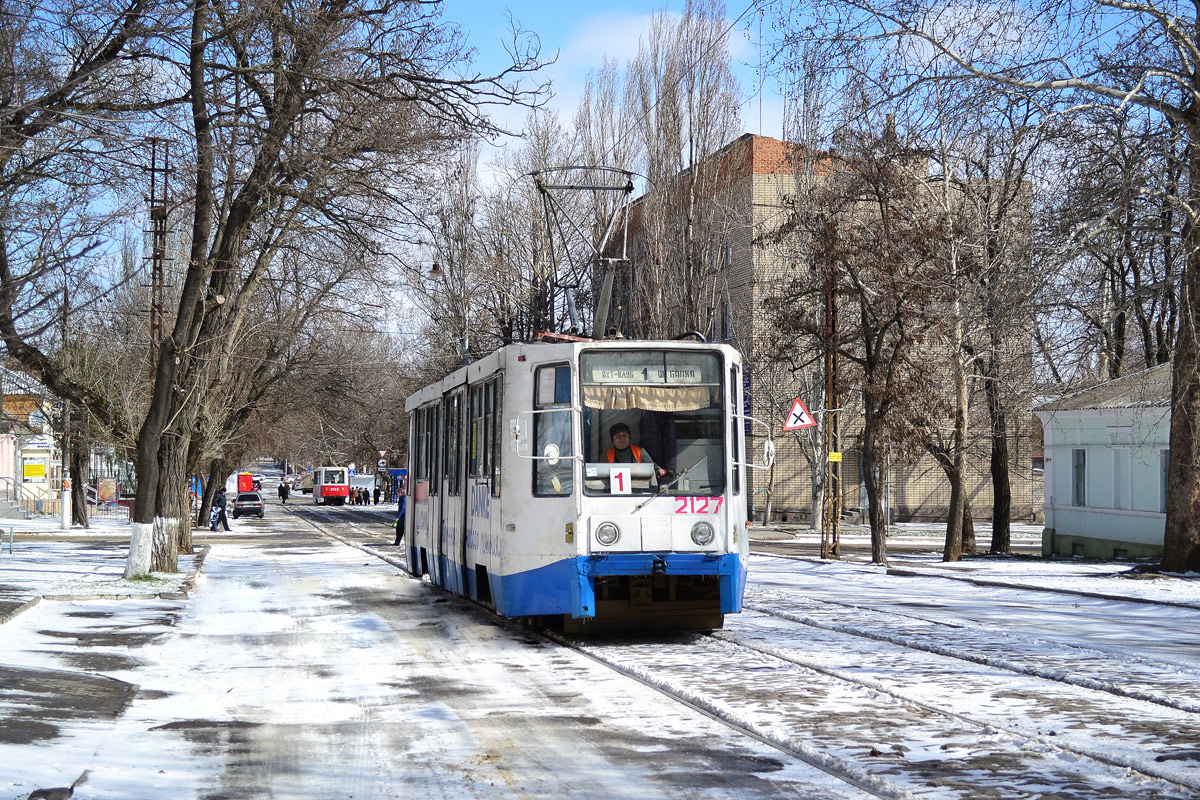
71-608 в Миколаєві
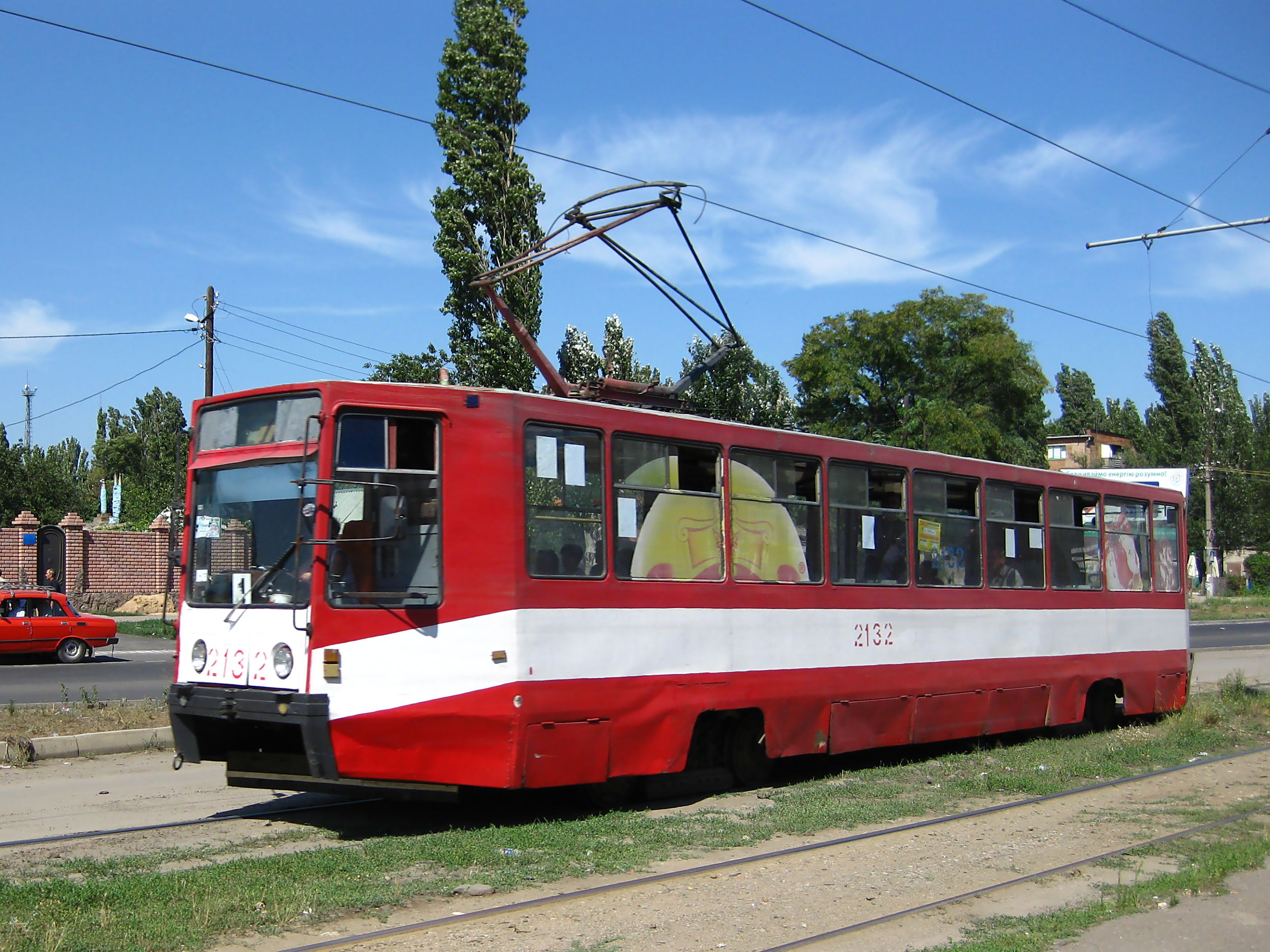
71-608 в Миколаєві
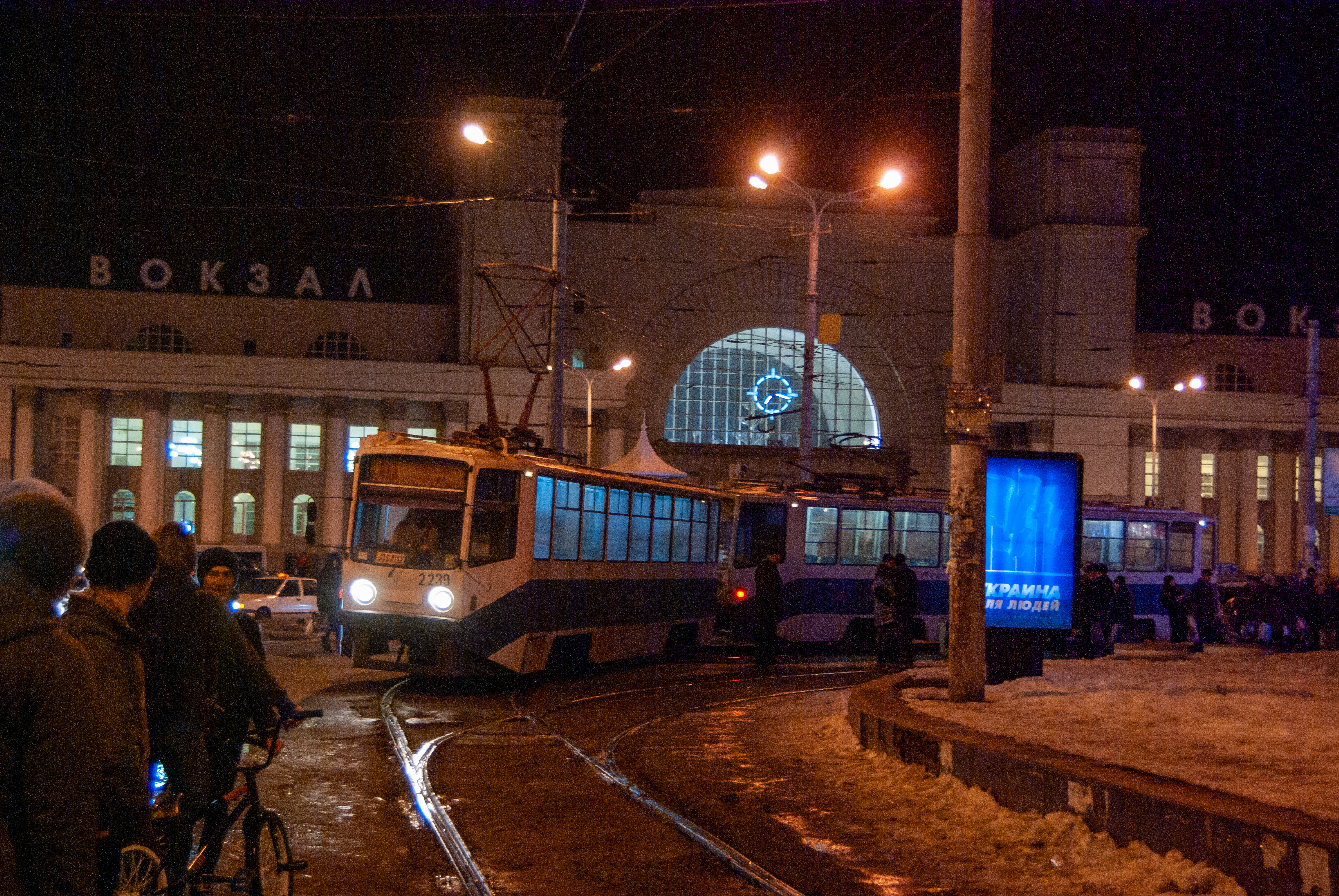
71-608 в Дніпрі
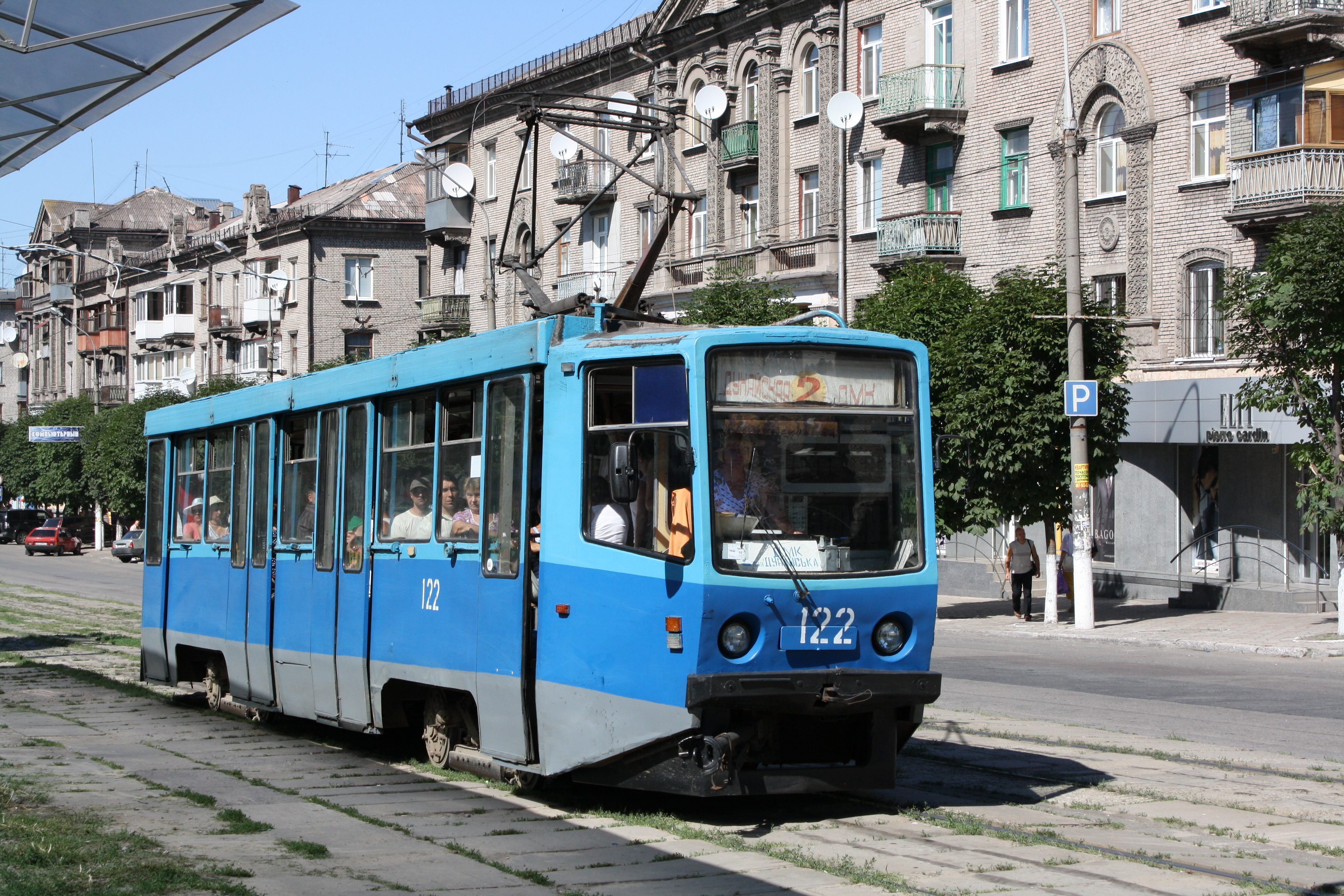
71-608 в Кам'янському
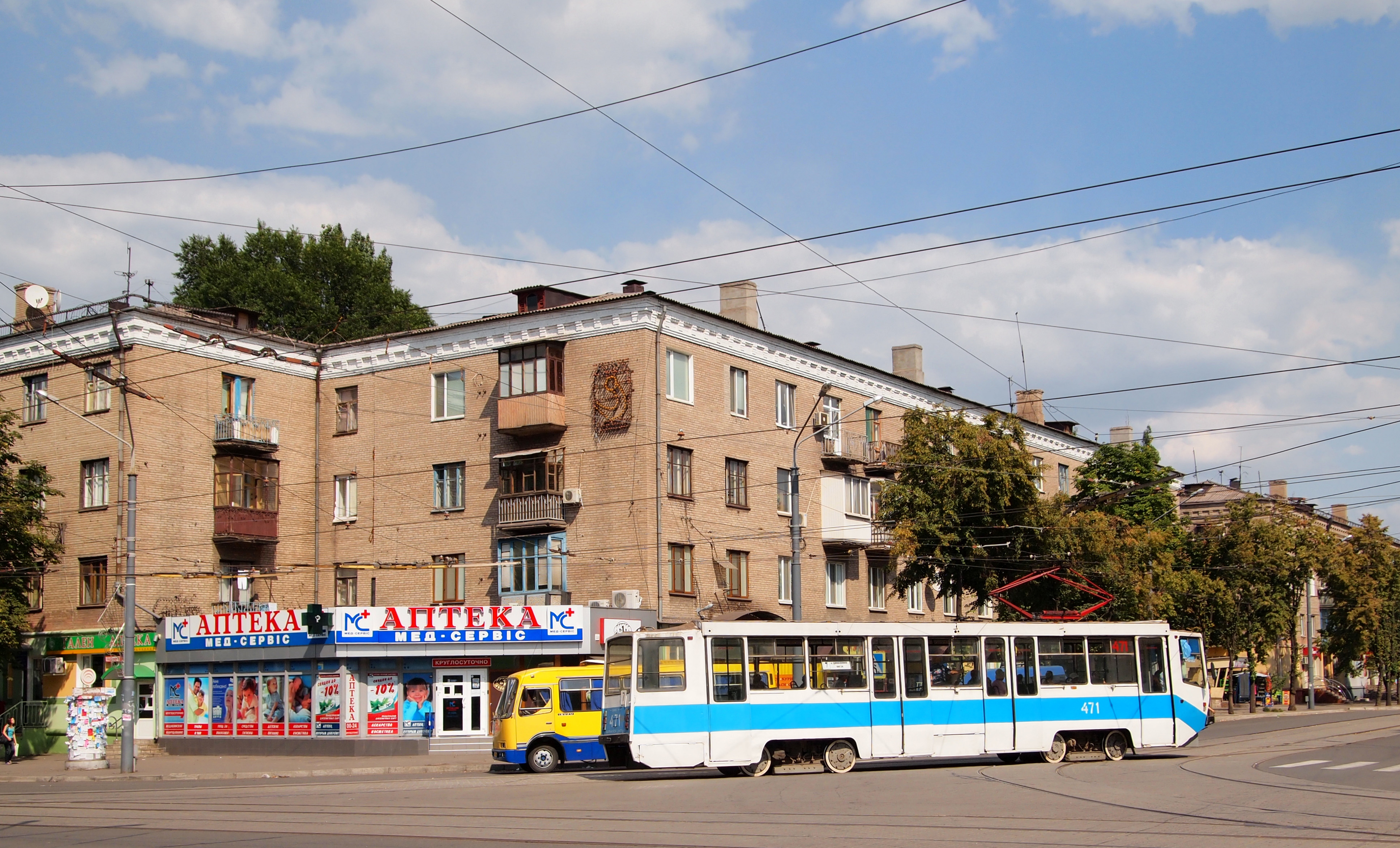
71-608 в Кривому розі
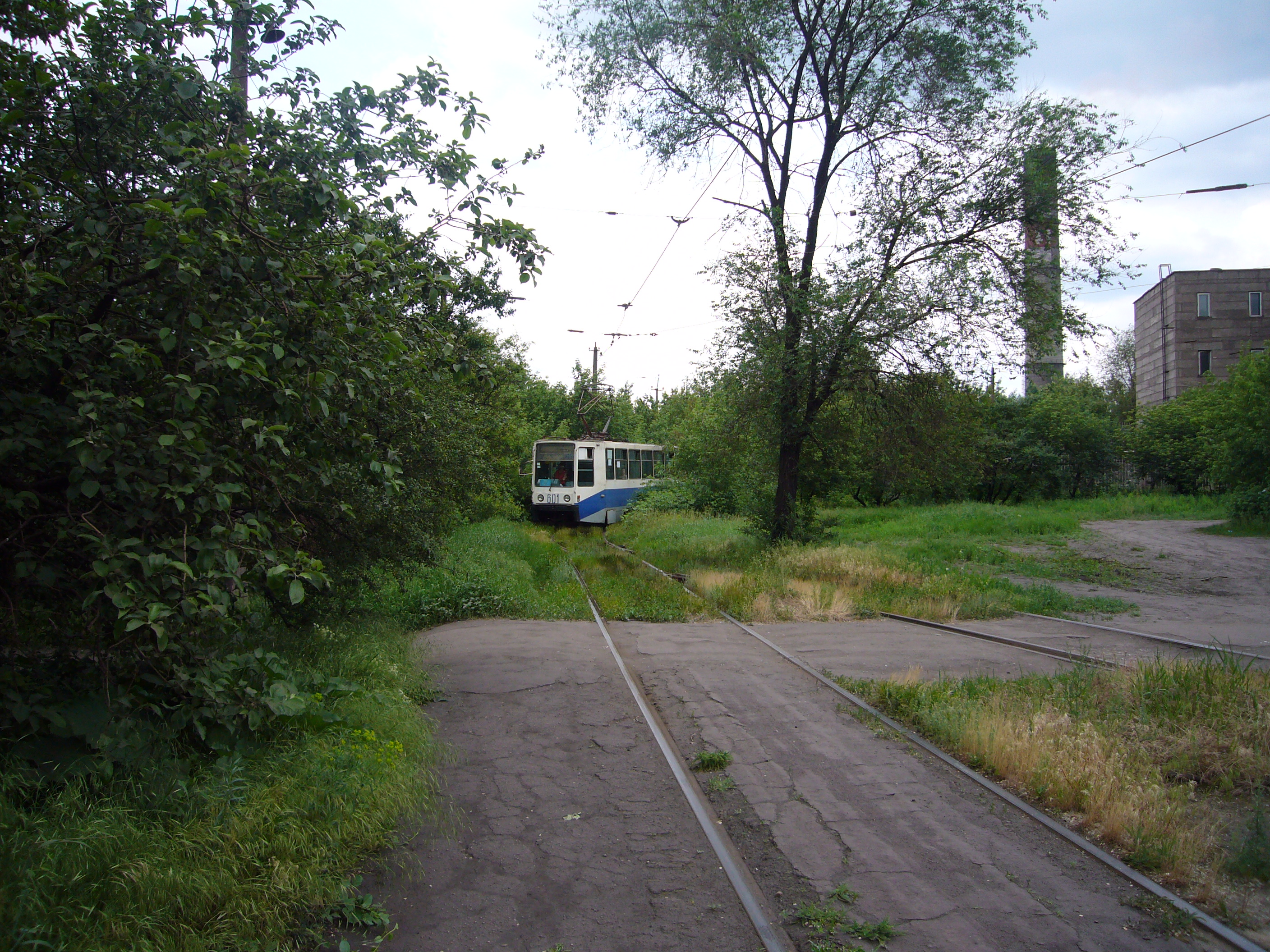
71-608 в Маріуполі

### Росія

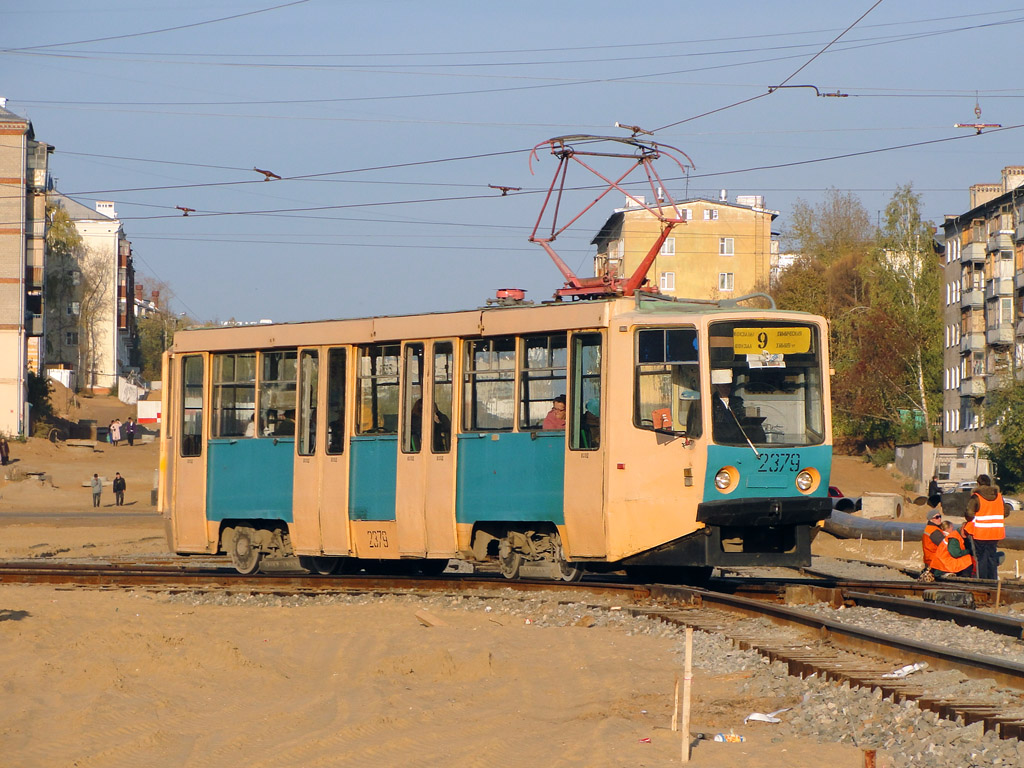
71-608КМ в Казані
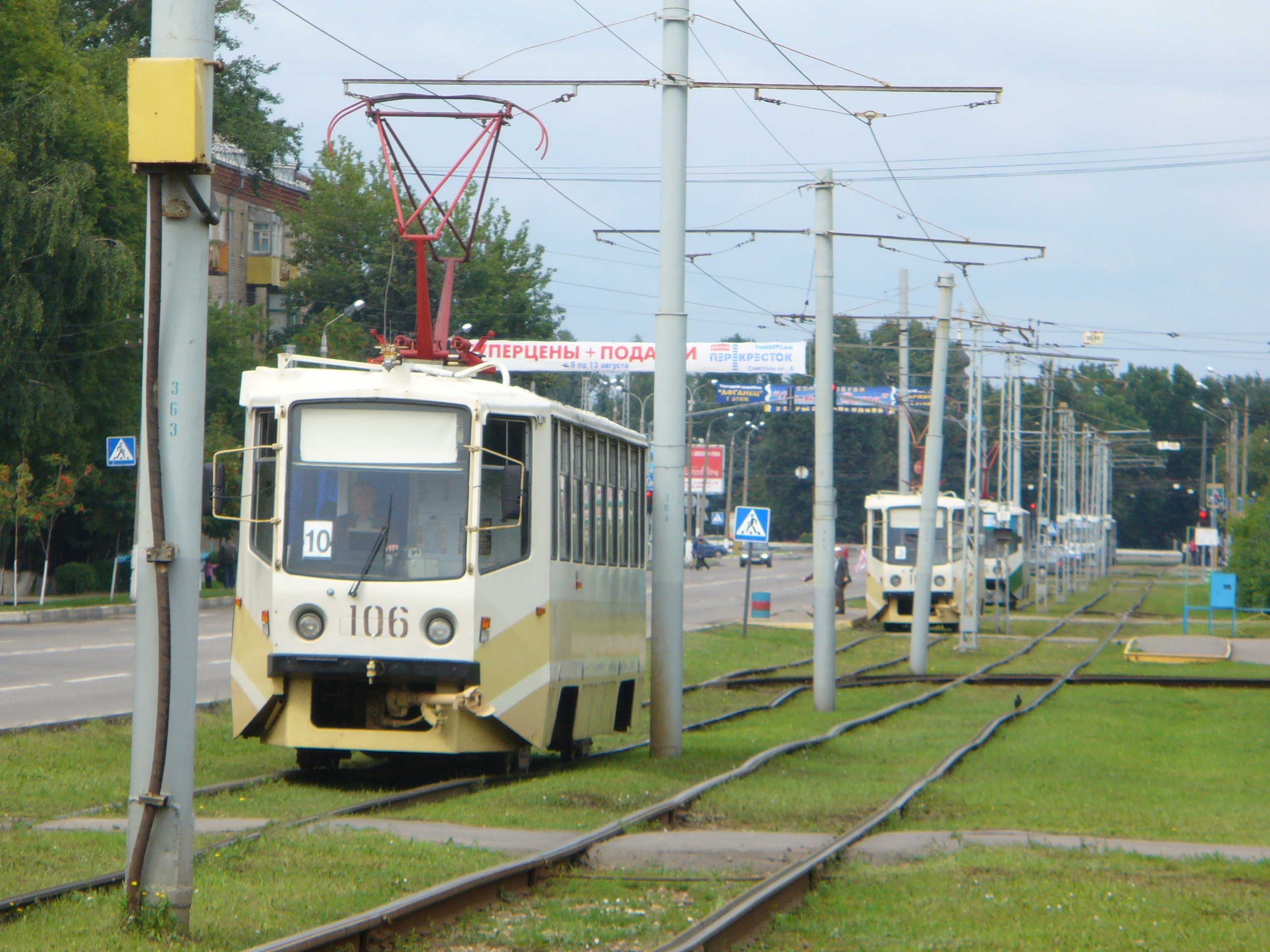
71-608КМ в Коломні
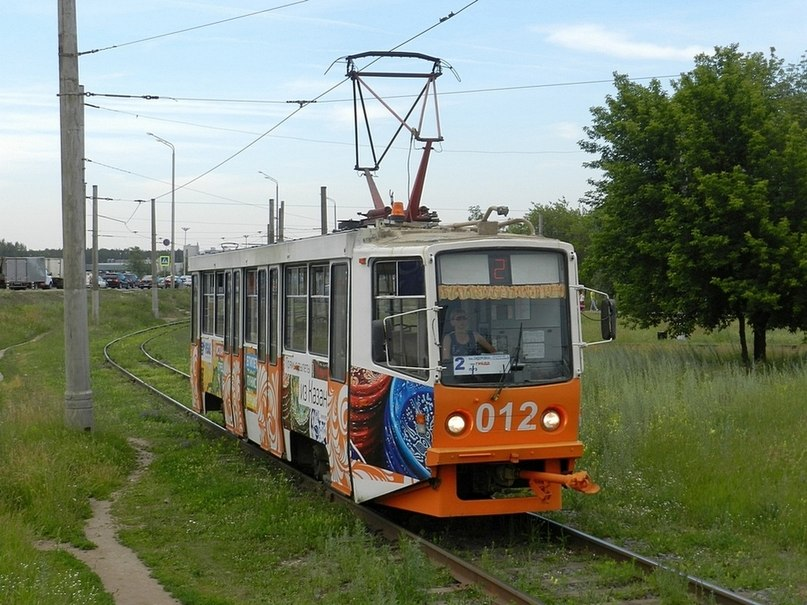
71-608КМ в Набережних Челнах
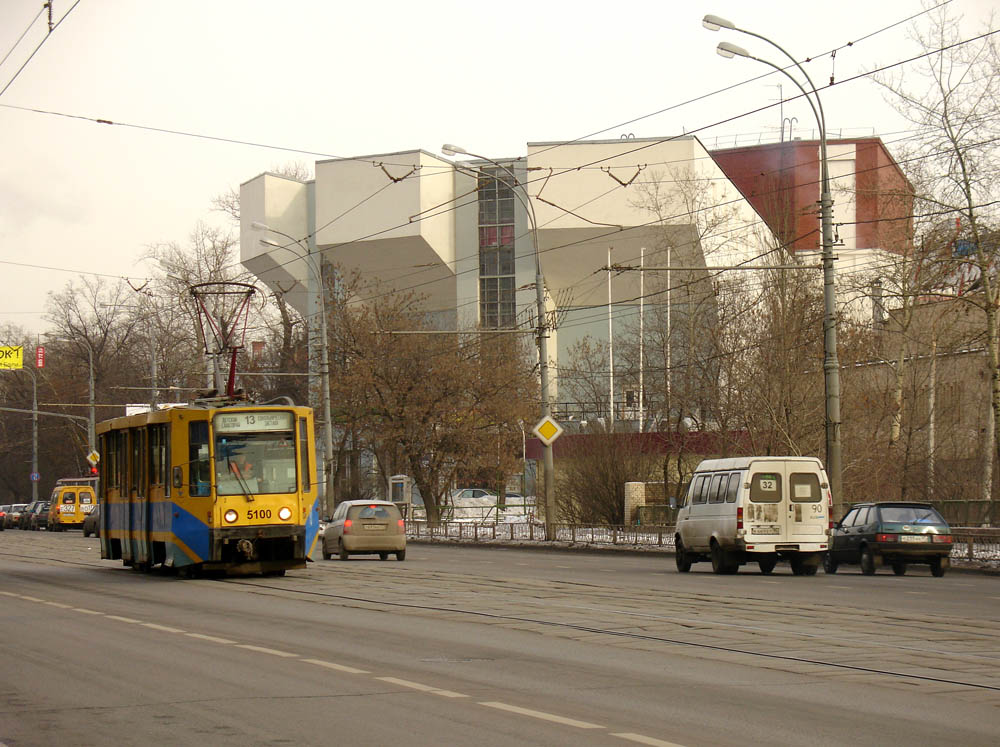
71-608К в Москві
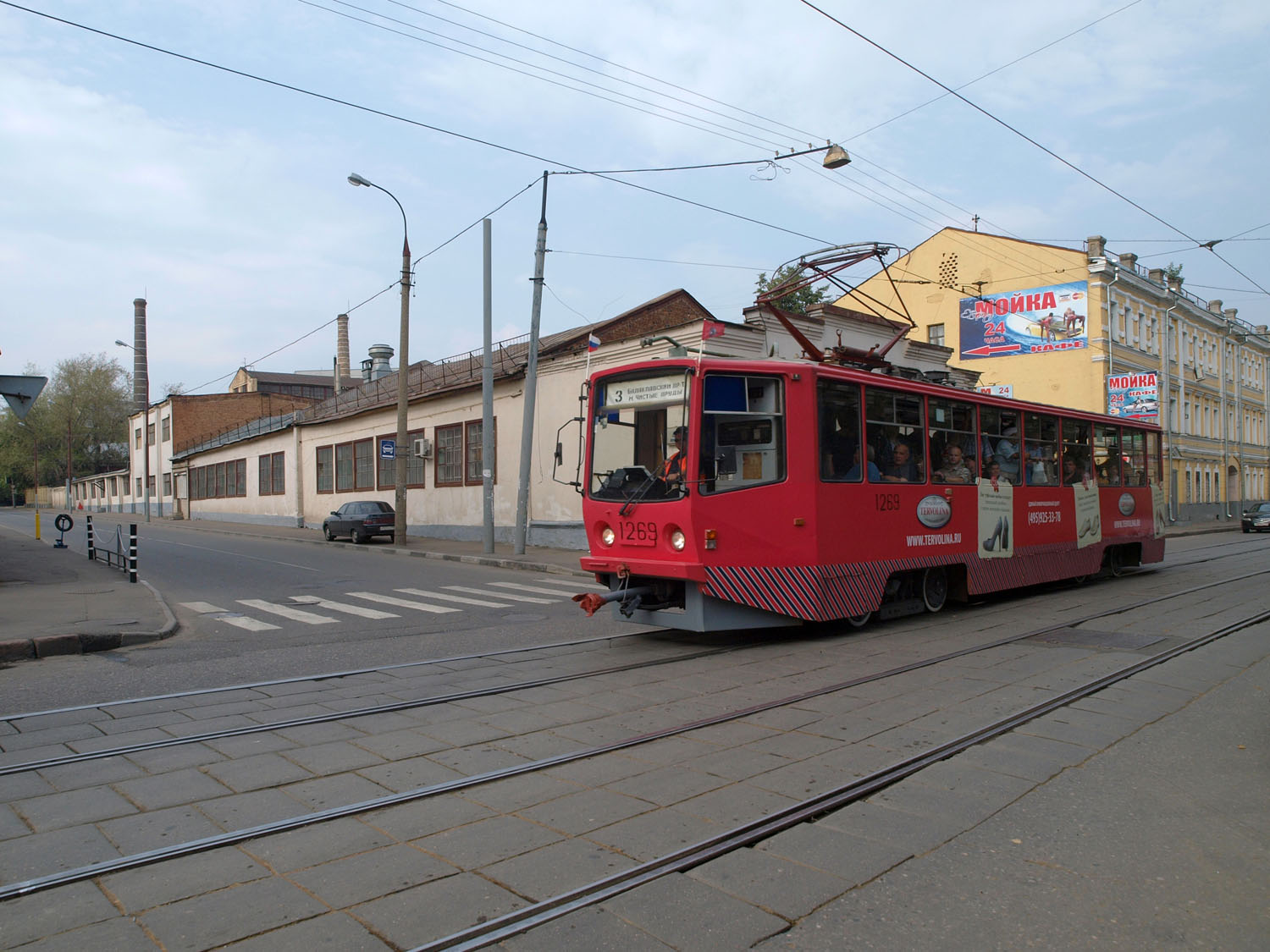
71-608КМ в Москві
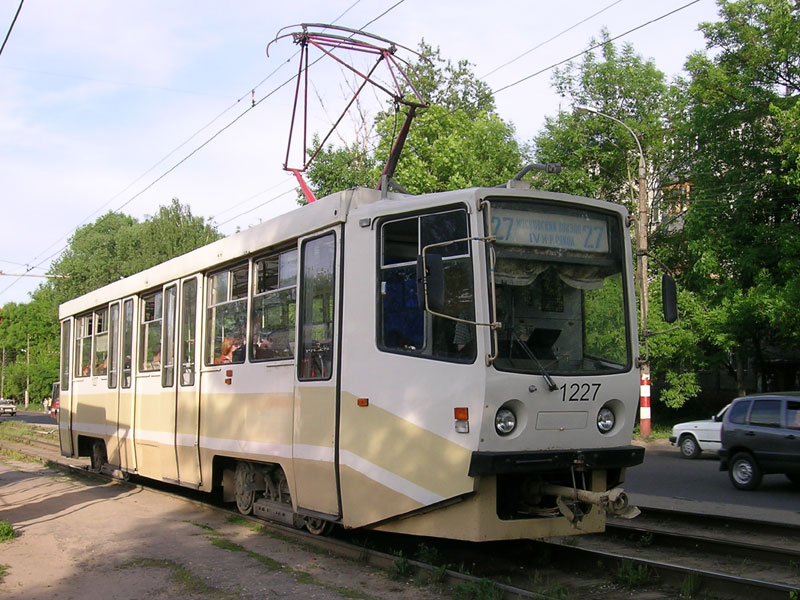
71-608КМ в Нижньому Новгороді
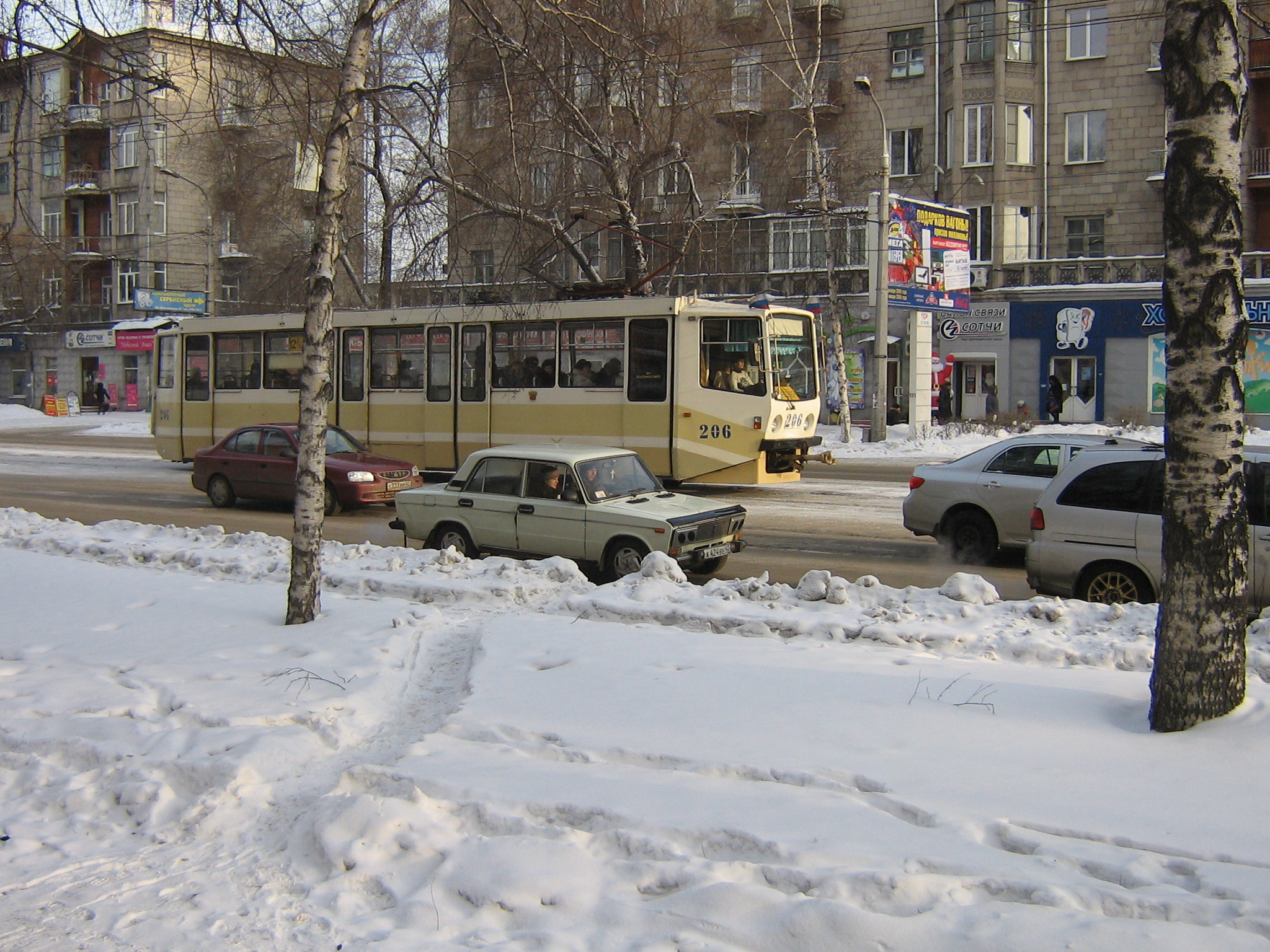
71-608КМ в Новокузнецьку
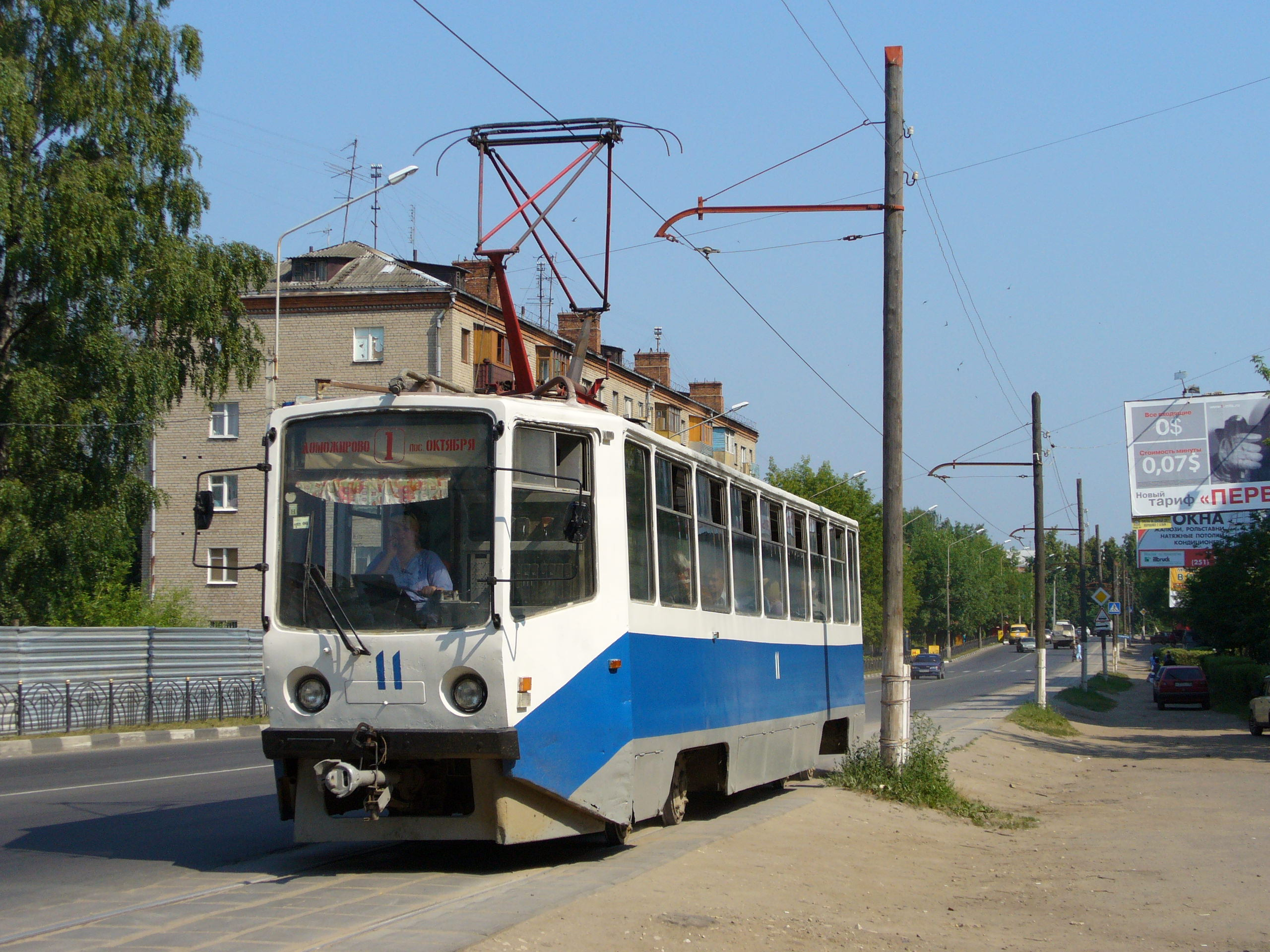
71-608КМ в Ногінську
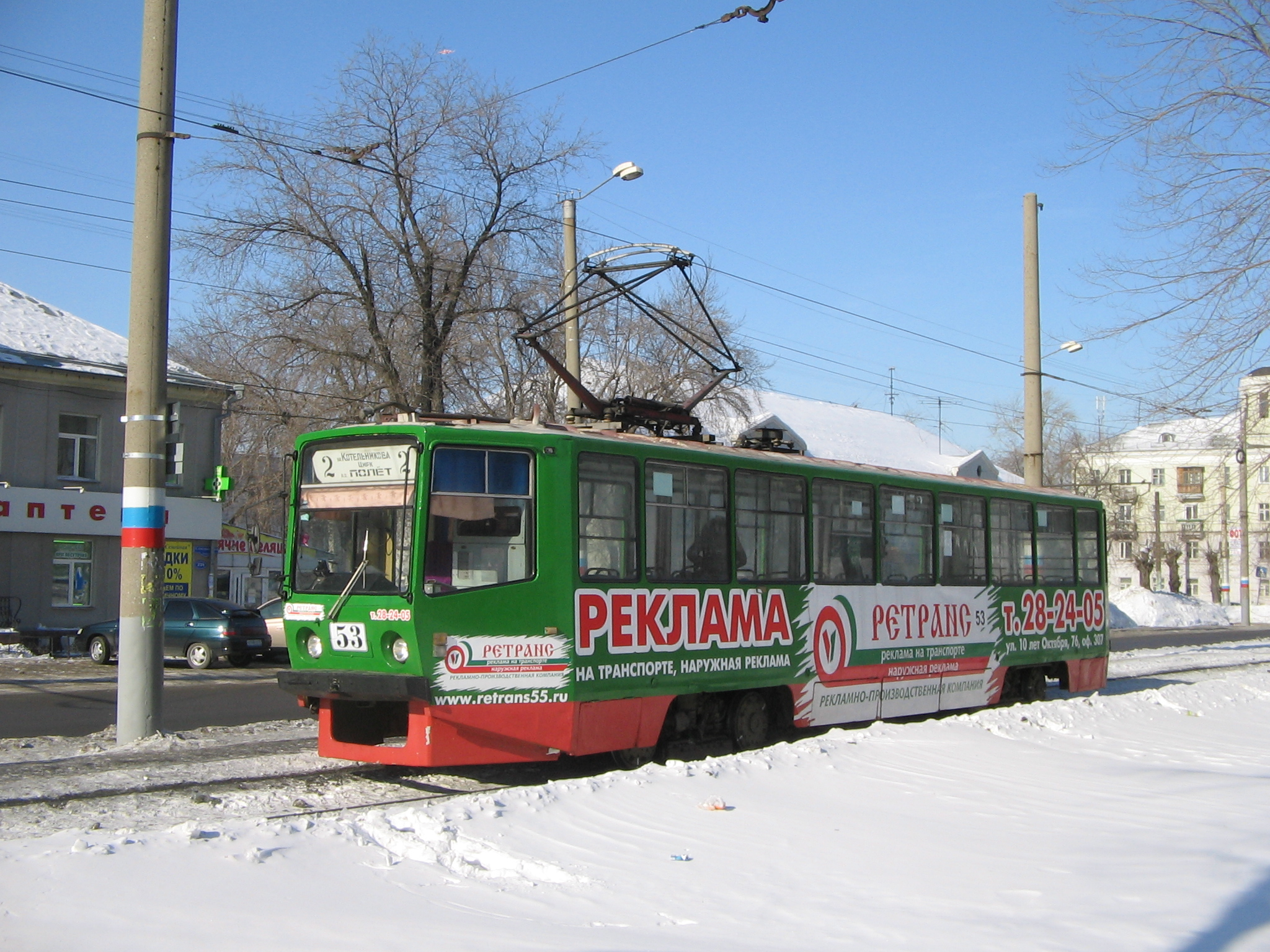
71-608КМ в Омску
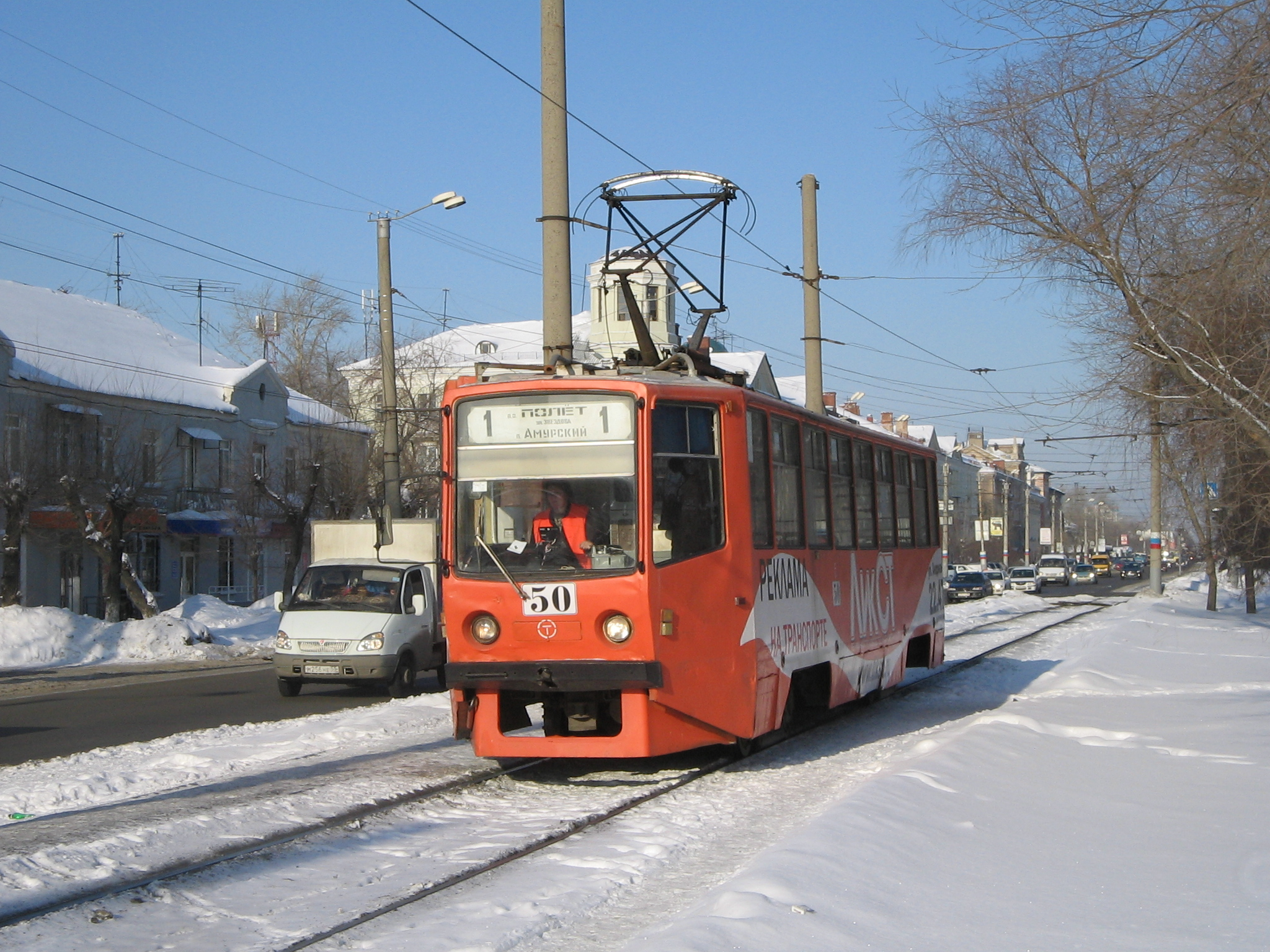
71-608КМ в Омску
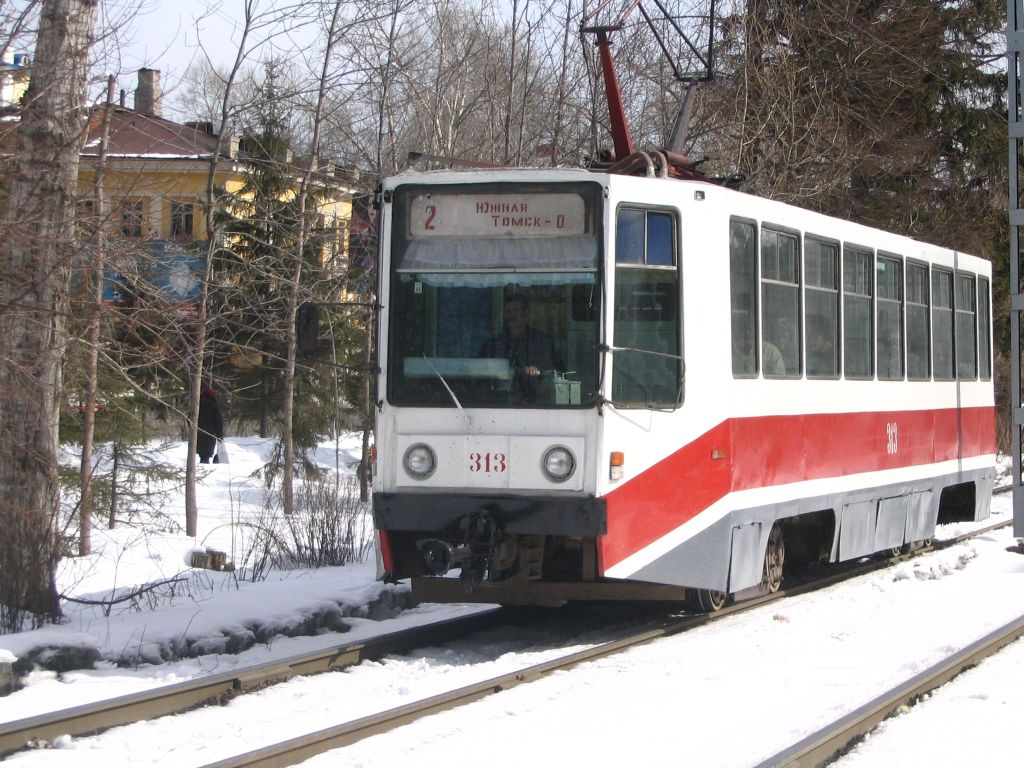
71-608К в Томску
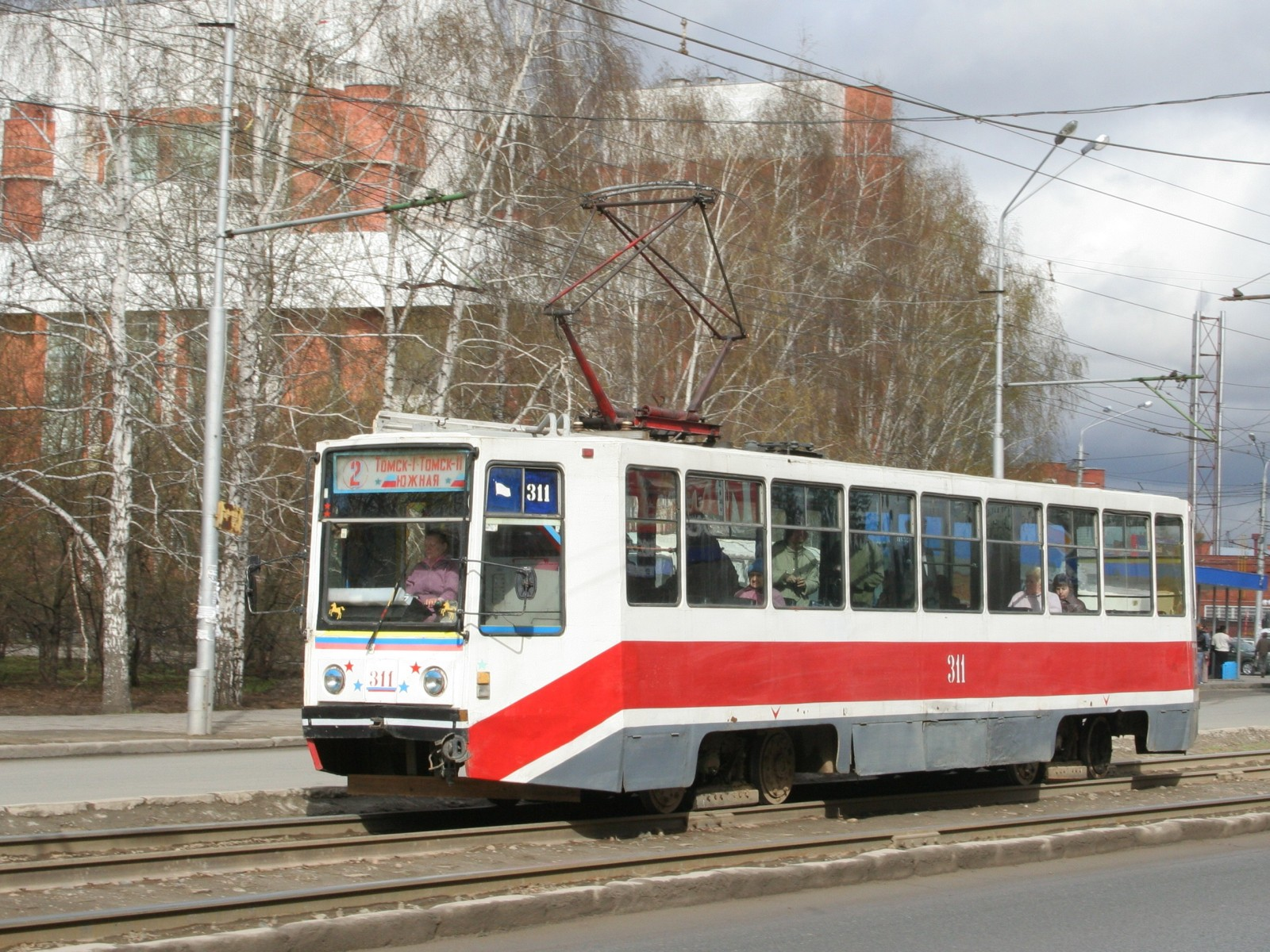
71-608К в Томску
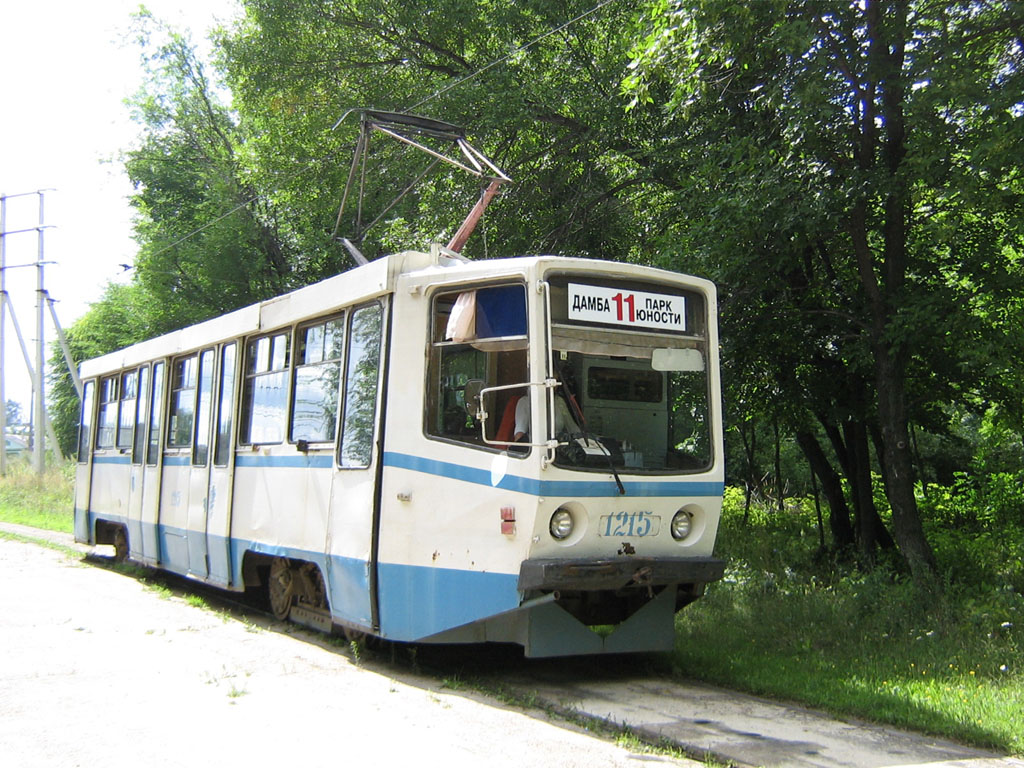
71-608КМ в Ульяновську